# Сади і парки України

Підгорецький палац і парк з повітря, фото між 1918—1939 рр.

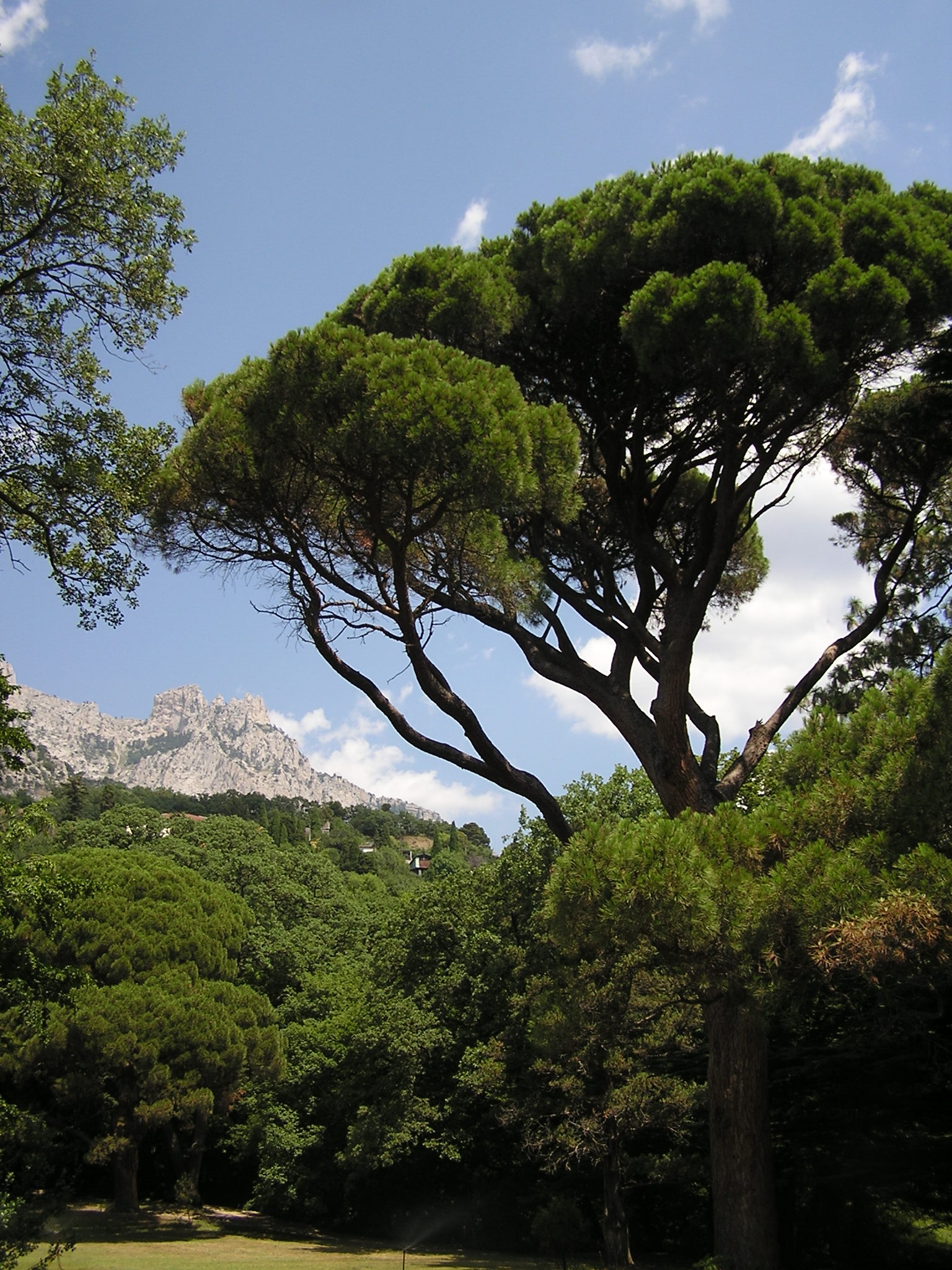
Сосна італійська пінія.

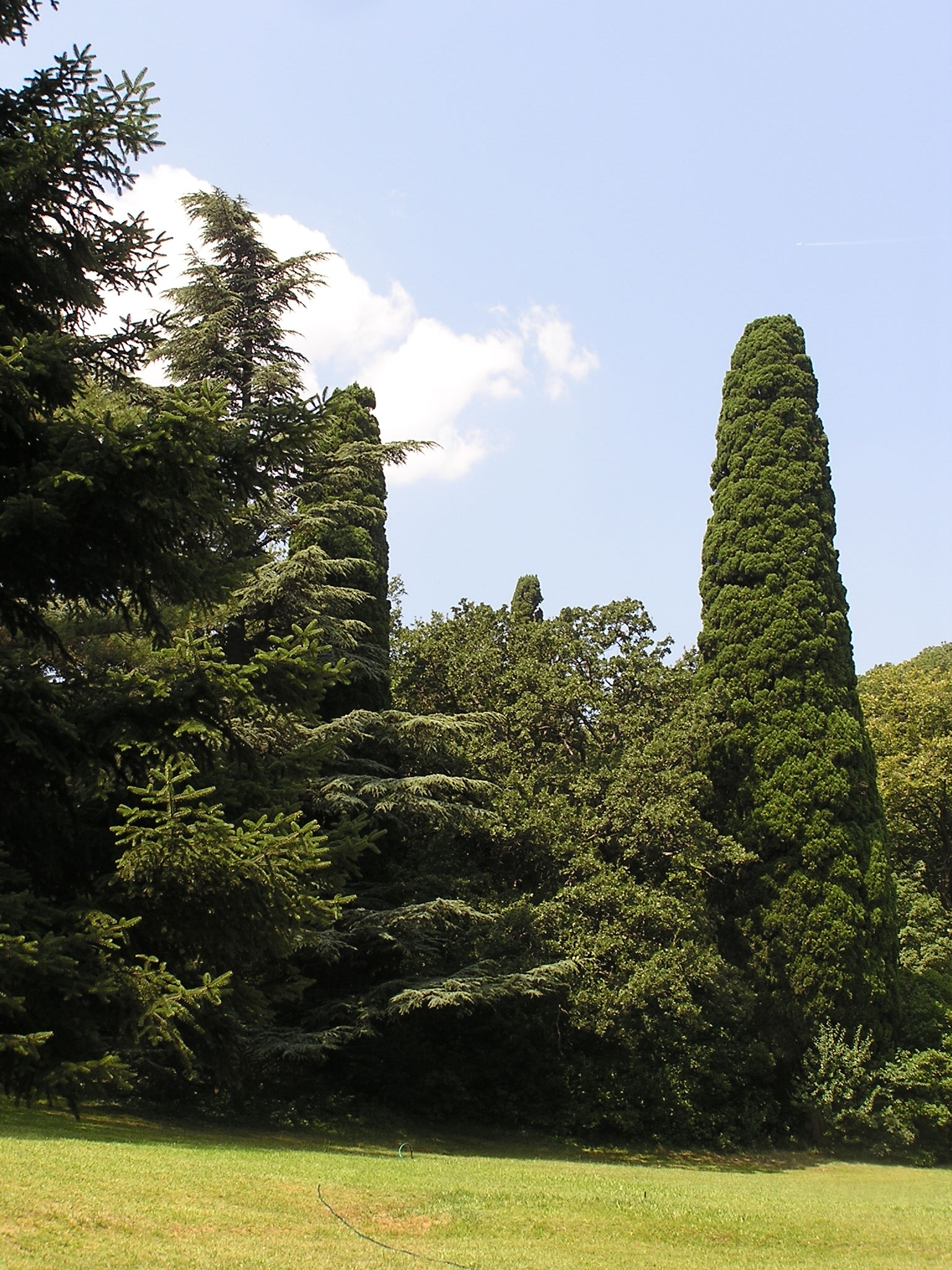
Кипариси і кедри

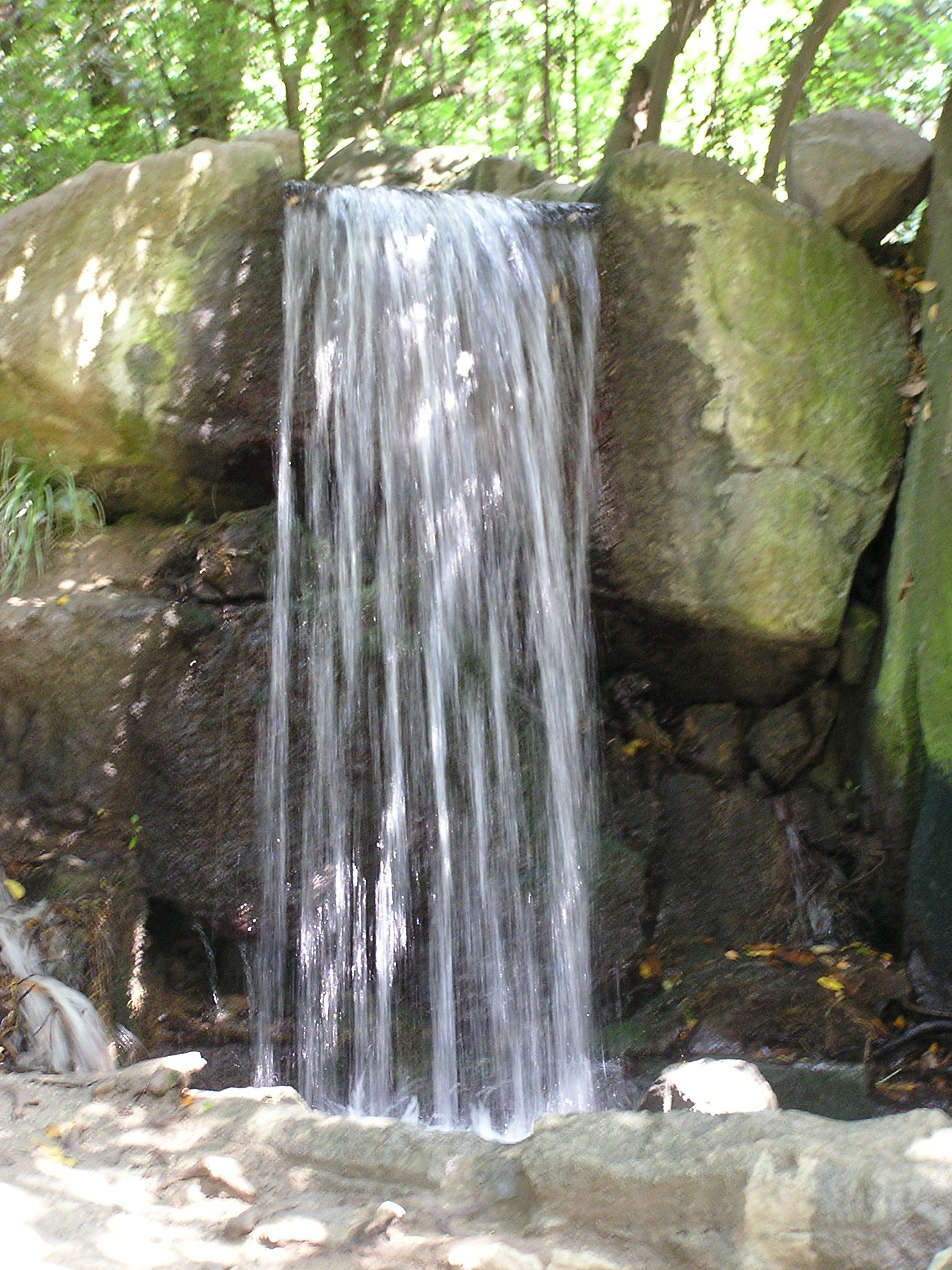
Водоспад, Алупкинський парк Воронцовського палацу

Сади і парки України — відбиток історії садово-паркового мистецтва на землях України впродовж декількох століть.

## Сади Київської Русі
По прийняттю християнства в Київській Русі розповсюдження отримали сади при монастирях. Їм передували малі сади і городи ще дохристиянської доби. Відтепер зустрілись дві традиції — місцева та іноземна, візантійська. Відомо, що прибулі ченці-греки і візантійське священство брали активну участь в створенні яблуневих, вишневих і горіхових садів в Києво-Печерському монастирі.
Вже тоді почався перерозподіл садових ділянок на:
- лікарські;
- фруктові;
- декоративні;
- квіткові.

Монастирські сади мали і квіти, і декоративні кущі (жовтий жасмін), і рослини для «живих», рослинних парканів, і окремі ділянки з волоським горіхом. Відомо, що чернець Антоній, котрий повернувся з паломництва в Київ, заснував 1051 року при монастирі сад. Пересічна земельна ділянка примусила вже тоді використовувати тераси та штучне обводнення та поливи через спекотні літа в Україні та посухи.
З XII століття відомі сади як при монастирях, так і при княжих дворах в декількох містах Київської Русі — серед них Чернігів, Галич, Путивль, Новгород-Сіверський. За типом київських садів закладали і сади в Суздалі, Володимирі, Муромі, але суворі зими значно обмежували інтродукцію південних рослин і дерев на півночі. Тутові дерева там вимерзали.
Декоративним малим садам і палісадникам надавали прямокутні форми з простим, хрещатим розплануванням з натяком на християнську символіку, що також сприяло догляду і поливам.
Традицію створення садів на землях України не перервали ні суспільні, ні природні катаклізми, ні трагедії поневолення. Монастирі українських земель уславились власними садами. Так, в середині XVII століття Київ відвідав патріарх Макарій з Антіохії.  Він був вражений, побачивши серед напівсільської київської забудови сади з квітами, виноградниками і фруктовими деревами. Патріарху Макарію навіть здалося, що «при кожному домі, наче при палацах, створено великий сад», а серед огірків мешканці розводили крокуси, руту та різноманітні гвоздики. Чисельні сади описані в Борисполі. В містечку Медвин зафіксували низку з десятка штучних ставків, всі обсажені вербами, а на ставках утворені млини. Сади довго ще не мали розподілу на суто парадну і суто фруктову ділянки, як довго не було і складного, вишуканого  їх розпланування. Уяву про сади цього періоду дають символічні і спрощені зображення на тогочасних іконах, на рідкісних мініатюрах чи килимах.

## Італійське коріння європейських садів

Донато Браманте. Розпланування саду в дворі Бельведер в Ватикані, бл. 1505 р.

Західноєвропейські сади мають італійське коріння. Вже в садах Стародавнього Риму знали про фігурне вистриження рослин, про велике значення води в саду (струмки, канали, фонтани), в садах ставили скульптури та будували первісні павільйони. В Середньовіччя сади спростили і за функціями, і за розплануванням. Найкращі риси давньоримських садів відродили італійці доби відродження. Садівником-практиком був вже поет Франческо Петрарка, хоча сади його часу ще зберігали спрощене розпланування. Ускладнення розпланування і навантаження новим змістом прийшло разом із звертанням до ландшафтної архітектури високо обдарованих діячів Високого Відродження. Донато Браманте так реконструював внутрішні двори Ватикана, що з трьох його терас можна було спостерігати за церемоніями в нижньому дворі. Побудова на єдиній осі, симетрія, велич пропорціювання, партери і сходинки садів Браманте справили на сучасників надзвичайне враження. Принципи Донато Браманте були творчо розвинуті. І вже нові римські палаци та заміські помешкання князів церкви перетворені на палацово-паркові ансамблі (Вілла Мадама Рафаеля Санті, вілла Джулія Джакомо да Віньоли). В грандіозні, феєричні ансамблі перетворені італійські сади в помешканнях Іпполіто д'Єсте, у родини Альдобрандіні (Вілла Альдобрандіні), що передували велетенському саду в Версалі.
Вони відкрили добу західноєвропейських впливів на садівництво, паркобудування та архітектуру українських земель.

## Барокові сади українських земель

Вигляд Підгорецького замку та парку в 17 столітті. Гравюра

Барокові сади прибули в західні українські землі з Речі Посполитої та Італії в готових і сталих зразках і формах ще у першій половині XVII століття.
Найкращим серед них був Італійський парк (Підгірці). Парк італійського типу виник по замові коронного гетьмана Станіслава Конєцпольського (1592—1646). Ще 1633 року той придбав старі фортифікаційні укріплення в Підгірцях, де розпочав будівництво палацу на залишках фортеці доби Відродження. Унікальний парк біля палацу з півночі розпланував ландшафтний архітектор-італієць з Риму, ім'я якого встановити не вдалося.
Парк розпланували з північного боку Замку на трьох терасах, як то було зазвичай і в самій Італії. Це давало змогу повного огляду парку з верхньої тераси біля підмурків та вікон замку.
- Перша тераса прилягала до замку і мала форму трапеції, широким боком повернутої до нижньої тераси. Тут розмістили невеликий партер (сад) з візерунками, що нагадували мереживо. Перша тераса мала аркаду-підпору, невеличке приміщення якої нагадувало Грот, важливу прикмету садів бароко. Аркада несла на собі бічні сходинки, балюстрада якої прикрашалася вазами.
- Головне місце в парку займала друга тераса. Прямокутна в плані, вона була поділена на квадратні розрізні партери, а центр ділянки підкреслював невеликий фонтан. Налічувалося вісім розрізних партерів, в центрі яких стояли мармурові скульптури з Італії.
- Третя тераса мала щільні зелені насадження, прорізані діагональними просіками і слугувала як спрощений лабіринт для прогулянок. За третьою терасою насадили виноградник.

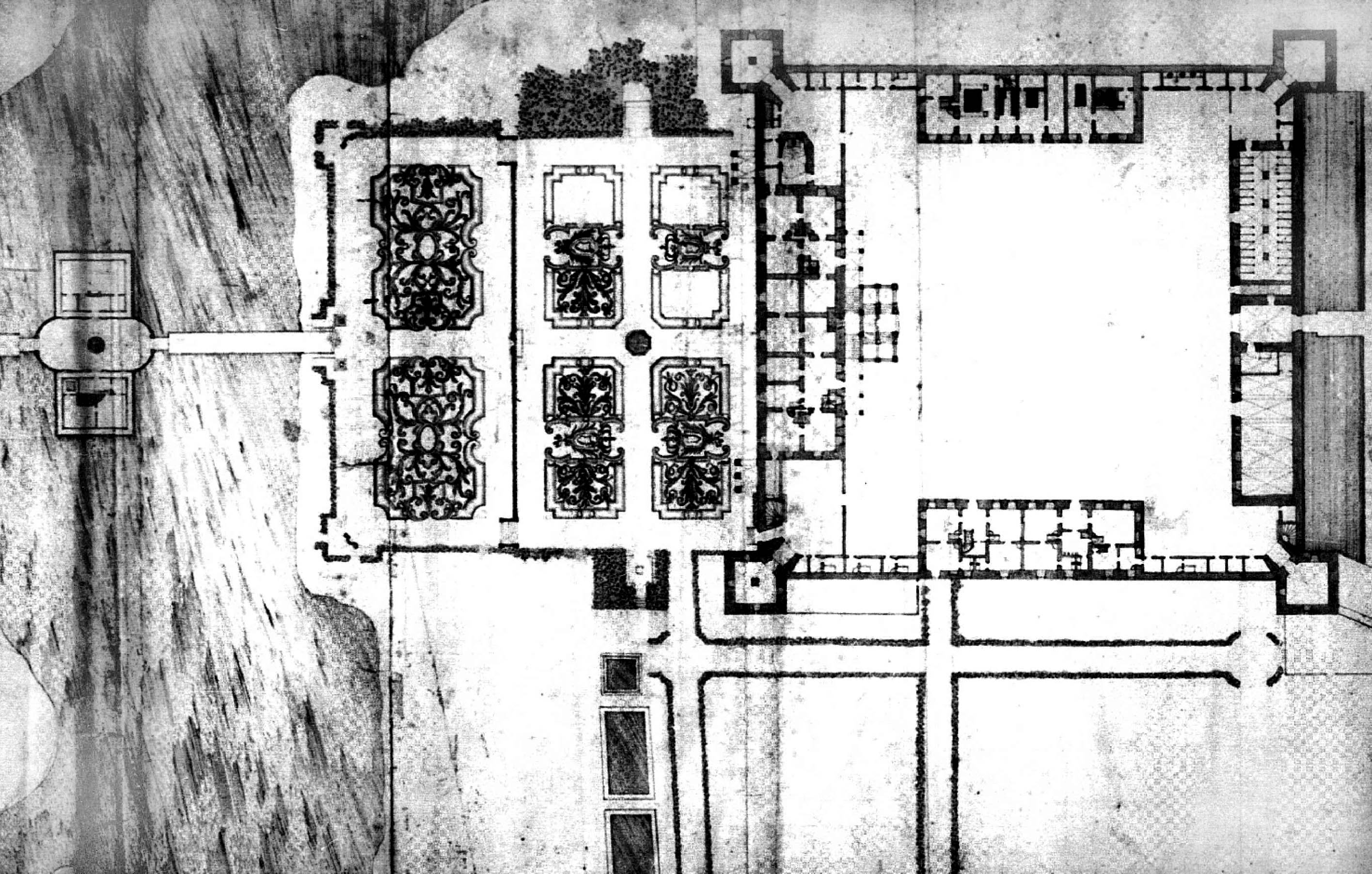
Замковий сад (Жовква)

Вже в цьому саду є барокове прагнення вплинути на всі почуття відвідувача: його дивували квітковим комплексом мережевих партерів і фонтаном на терасі, зачіпали ерудицією скульптур італійських майстрів, восени пригощали власним виноградом. З двох терас саду відкривались далекі панорами околиць…
Розпланування парку було строго симетричне, центральна вісь побудови проходила крізь середину замку. Подібне розпланування мало всі ознаки палацово-паркового ансамблю, який щойно народився в майстернях ландшафтних архітекторів (садівників) Італії і Франції початку XVII століття. Найкращі зразки подібного планування вже існували на Віллі Джуліа (архітектор Віньола) чи на Віллі Альдобрандіні під Римом (арх. Джакомо делла Порта).
Через декілька років після розпланування парку його вигляд зафіксували на гравюрі, що надало можливість пізнати первинне розташування ансамблю і його складові частини. З багатьох причин замковий парк давно втратив свій первісний вигляд. Руйнації замку та італійського парку почалися ще в XVII столітті. Лише за сорокарічний період (1650—1690) парк руйнували тричі — у 1650, 1672 та 1688 роках. Але його встигали відновити. Остаточно бароковий парк зник в буремному XX столітті.
Всі риси розвиненого саду бароко мав замковий сад у Жовкві — розпланування на головній осі ансамблю, тераси, мережеві партери. Сад нині не існує, потребує відновлення за збереженим історичним планом.
Вишукане, ускладнене розпланування було притаманно і саду бароко біля замку в селищі Ляшки Муровані. Асиметрична ділянка була талановито обіграна садівником, що дозволило на пристосованій земельній ділянці створити надзвичайний зразок саду з декількома осями побудови, з різноманітними елементами, притаманними садам Франції і навіть з власним театром просто неба. Сад і замок роду Мнішеків були знищені вояками Росії.

Сад бароко, Ляшки Муровані
Ляшки Муровані, театр просто неба в парку.

Унікальне розпланування мав і сад бароко з фонтанами в Кристинополі (сучасний Шептицький). Сад був остаточно знищений, перепланований та забудований стадіоном.
До зразків садів пізнього бароко в Україні належить сад в колишньому монистирі капуцинів біля замку Олесько. Автор проєкту монастиря — архітектор з Поділля Мартин Добравський.
Будівництво тривало у 1737—1739 роках. В комплексі головував костел. Мур до трьох метрів заввишки оточував монастирський двір, поземний план якого нагадував тринавну одноапсидну церкву, де був головний вівтар і чотири каплиці. На місцях вівтарів в саду побудували п'ять мурованих каплиць. За осями монастиря зробили паркові стежки. В саду були стрижені шпалери, партер (сад), два басейни з водою. Дещо суворі зовнішні форми монастиря без пишного декору, хвилястих фасадів і колон були вдало доповнені садовими рослинами (серед яких були і лікарські), фруктовими деревами. Перед фасадом костелу скульптор Леблан встановив три кам'яні скульптури святих, яким притаманні риси рококо. Вистріжені рослини, скульптури на хвилястих постаментах і риси рококо в скульптурах — ознаки пізнього бароко, більш притаманні світському палацу з регулярним садом, ніж монастирю.
Збережене планування саду, скульптури на барокових постаментах і невеликі розміри саду надали можливість відреставрувати бароковий сад і можливість повернути йому вигляд, наближений до первісного. Комплекс архітектурних споруд монастиря використовується Львівською галереєю мистецтв.
Наприкінці 1590-х років райця Львова Йоган Шольц-Вольфович заклав на своєму підміському лані сад, який його зять Антоніо Масаріо переробив на італійський терасний регулярний парк і подарував місту. Цей найдавніший міський парк України до сьогодні прикрашає місто, як парк імені Івана Франка.
Друга хвиля створення садів бароко була ініційована російськими поміщиками на Лівобережній Україні наприкінці 18 ст. Але ці сади мали обмежене поширення і невелике за площею розпланування (залишки саду бароко в садибі Хомутець, Полтавська область). Грандіозне розпланування саду барокового типу в Києві поблизу сучасного Маріїнського палацу (проєкт саду Д. Фока 1748 року .) не було здійснене через несиметричну ділянку, багату рівчаками (що потребувало зачних капіталовкладень і було відхилено), і швидку зміну моди на сади пейзажного типу.

## Перелік барокових садів на землях України
- Італійський парк (Підгірці)
- Замковий сад (Жовква)
- Сад монастиря капуцинів (Олесько)
- Святоюрський парк (Сад собору святого Юра, Львів)
- Сад бароко, Ляшки Муровані
- сад бароко Вишнівецького замку в межах бастіонів фортеці (відомий за планами 18 ст., перепланований на пейзажний парк)
- Хомутець, садиба Муравйових-Апостолів, Полтавська область, Миргородський район

## Пейзажні парки і паркобудівник Деніс Макклер

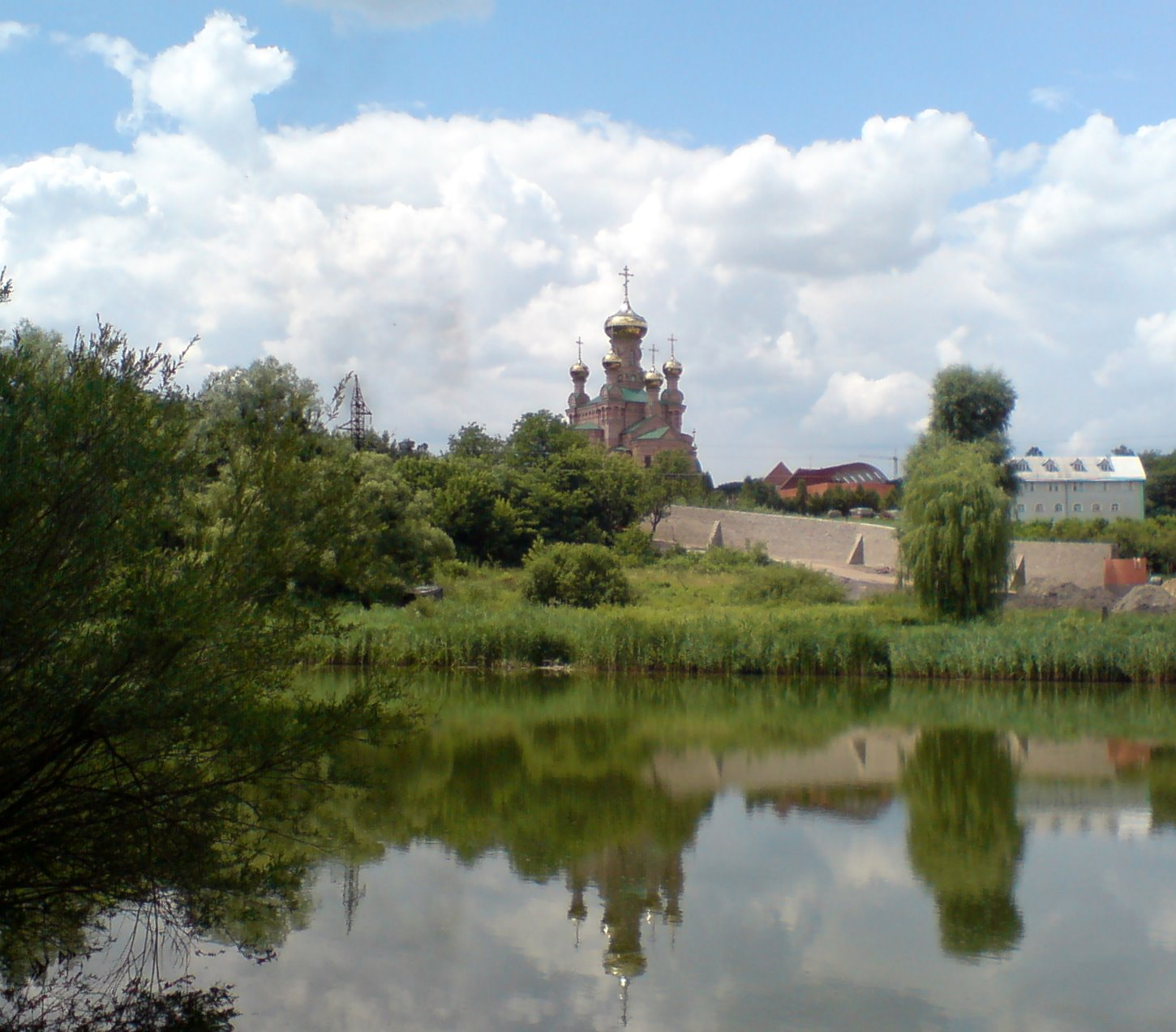
Вид з Дідорівських ставків на Голосіївську пустинь. Голосіївський лісопарк, Київ

Нерівномірність розвитку різних держав у XVII—XVIII століттях призвела до занепаду Іспанії, підвищенню Голландії і Франції. В тіні цих процесів визрівала могутня державність Британії, що наприкінці XVIII і в XIX столітті стане домінувати в Європі і світі.
Пошуки свого, незапозиченого з континенту Європа, до якого англійці відносились досить підозріло, найбільше відбилися в паркобудівництві і призвели до появи саду англійського типу. Всі різновиди пейзажних парків в Європі неправильно називають англійськими, хоча вони теж мали національні особливості, але малопомітні в порівнянні з національними садами бароко.
Першими майстрами пейзажних парків Британії стануть Вільям Кент (1684—1748), Чарльз Бріджмен. У XVIII столітті їх справу продовжили Ланселот Браун (1715—1783) і уславлений Хамфрі Рептон (1752—1818).
Провідником пейзажних парків на землях України був Деніс Макклер (більш відомий як Діонісій Міклер, 1762—1853).
Макклер упорядкував близько п'ятдесяти (50) парків. Серед них вирізняються парки у Млинові, Порицьку, Боремлі, Здовбиці, Шпанові, Підлужному, Колодному, Чернятині, Малинчанах, Сетничанах, вже згаданий Ботанічний сад у Кременці. На жаль тільки мала частина цих парків збереглася донині, як то, наприклад, Кременецький ботанічний сад, Новоселицький парк, Полонський парк, Самчиківський парк, Чернятинський дендрологічний парк.

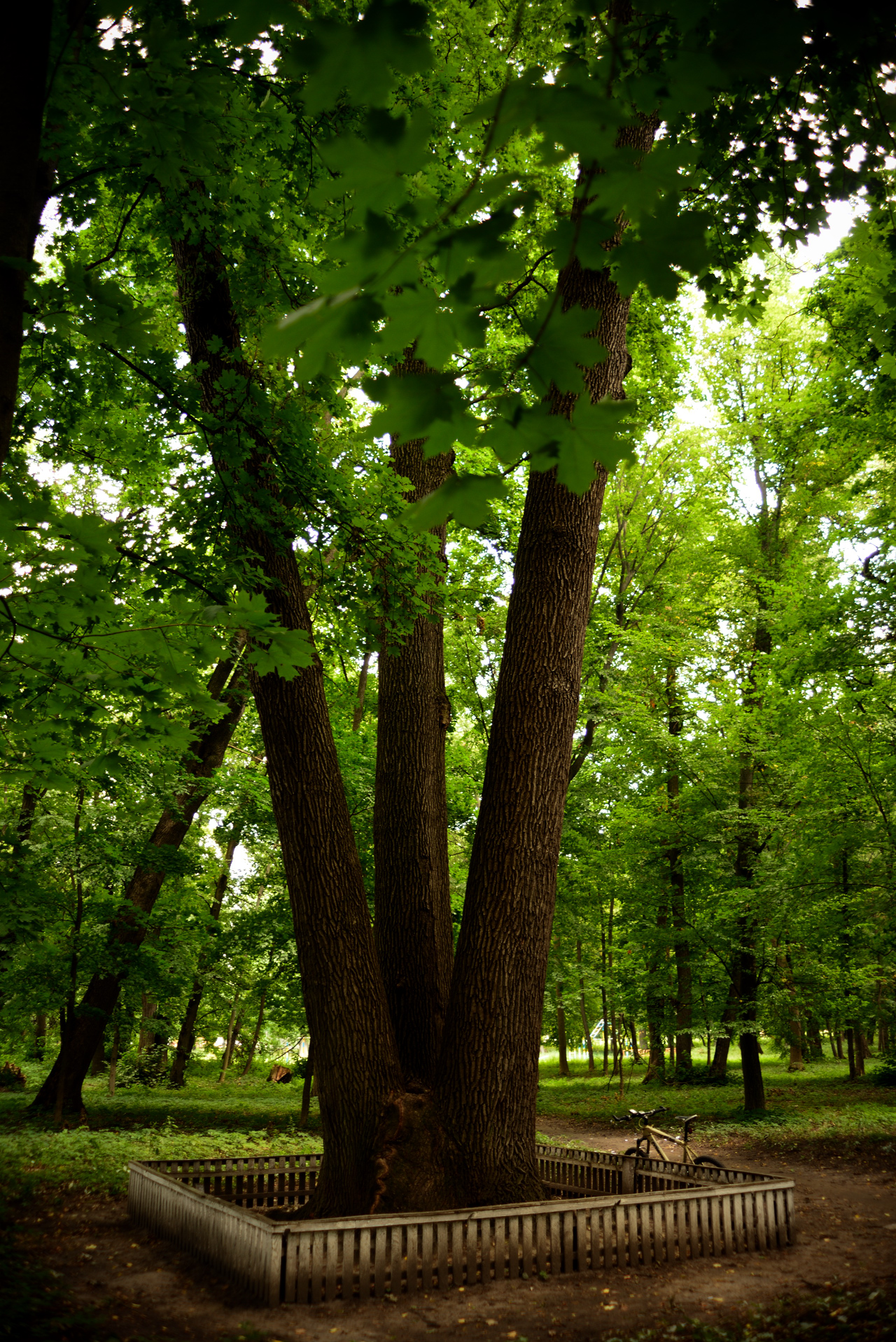
Дуб-трійця в Хомутецькому парку
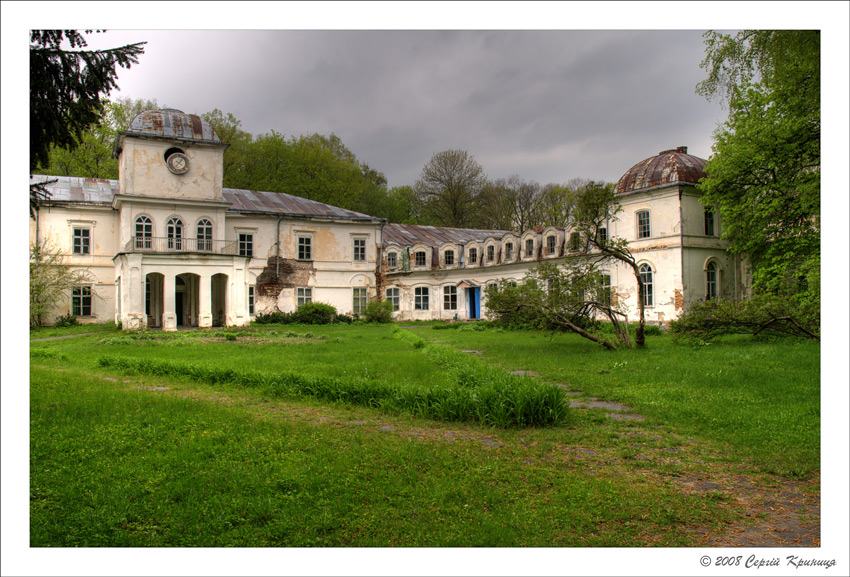
Хомутець. Подвір'я палацу Муравйових-Апостолів
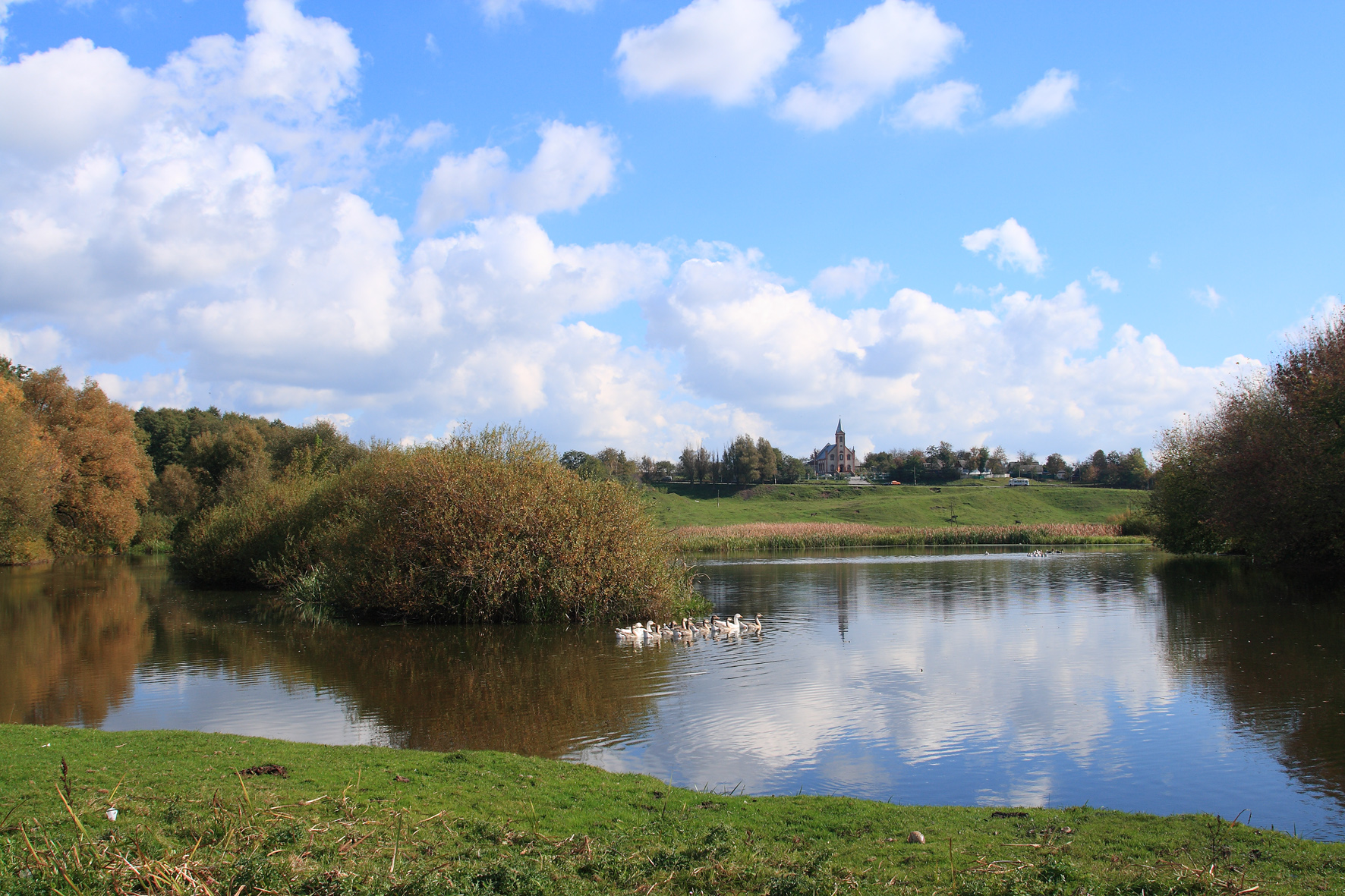
Новоселицький парк
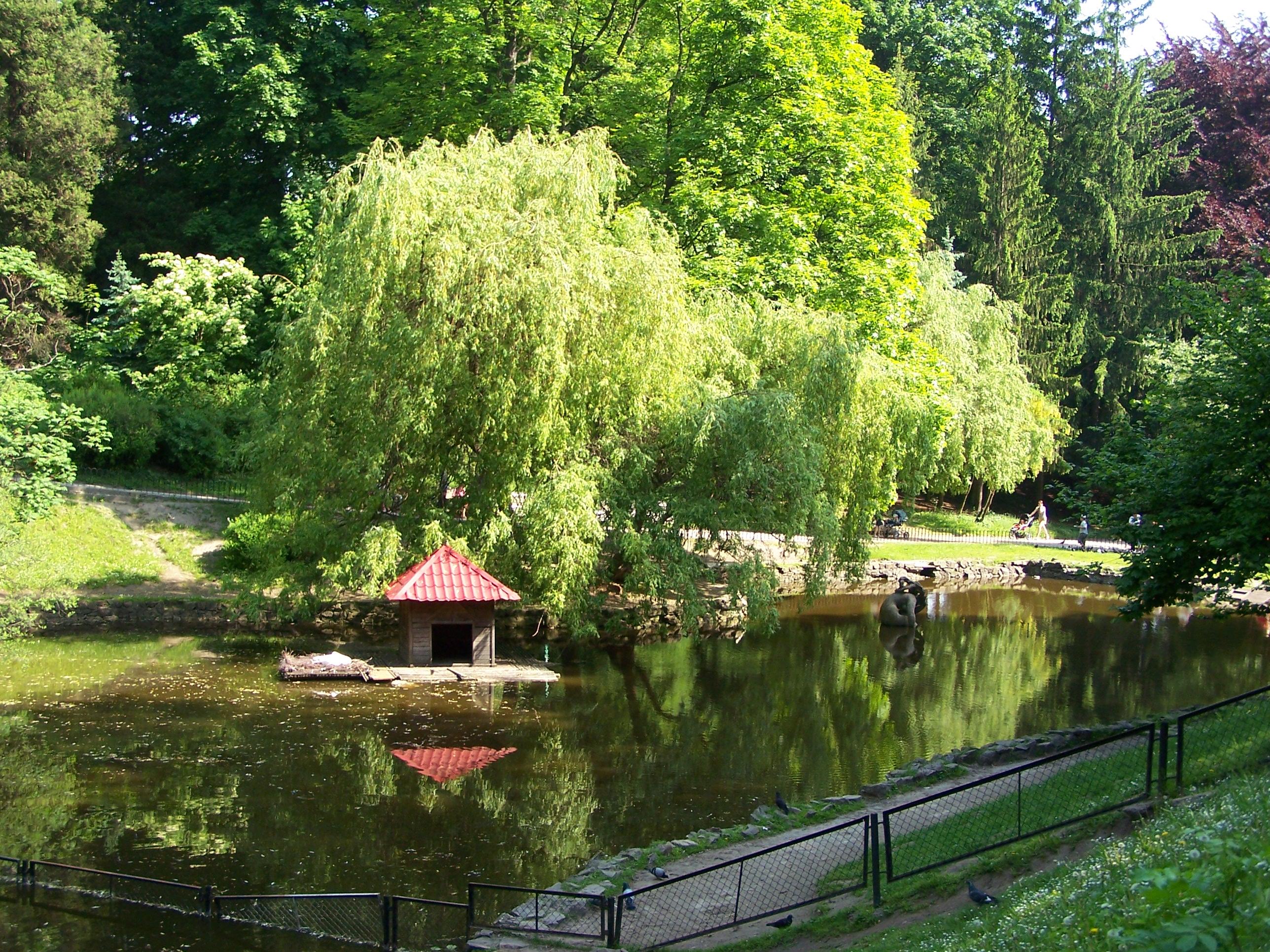
Стрийський парк, Львів.
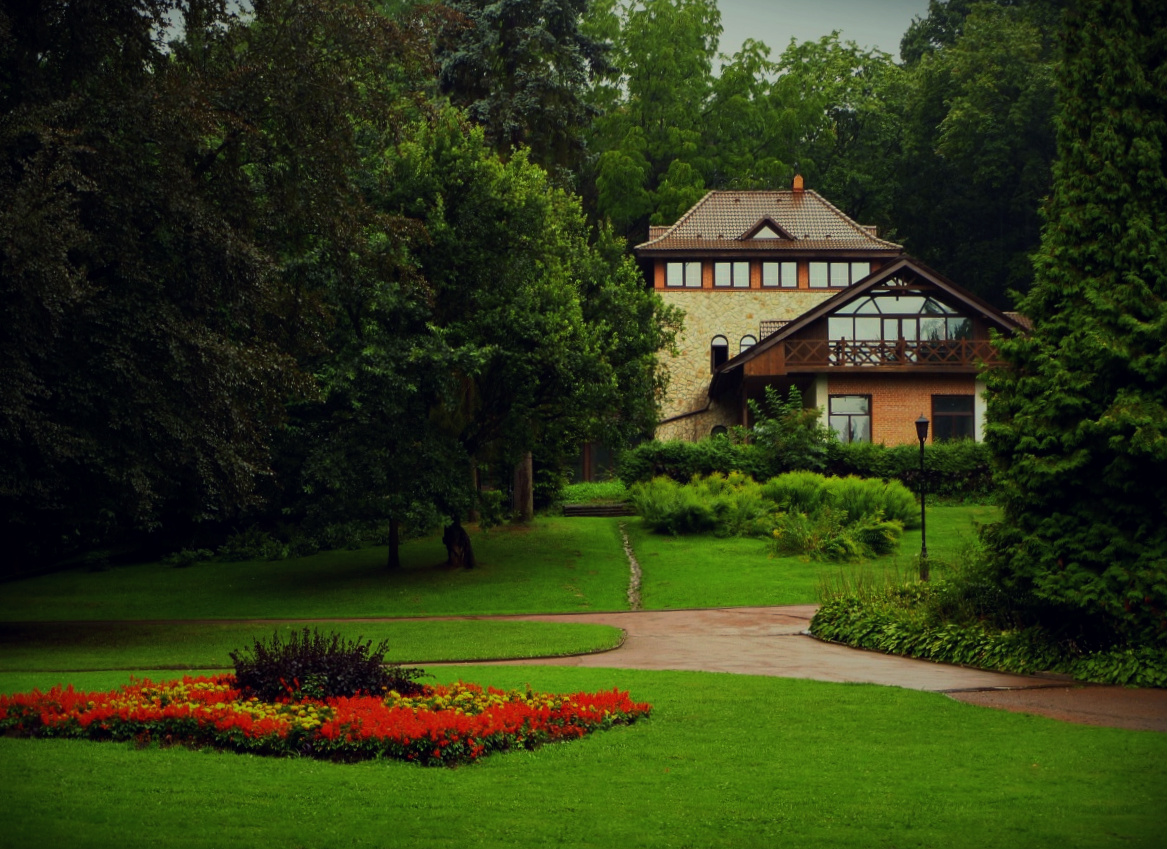
Нижня частина Стрийського парку, Львів.
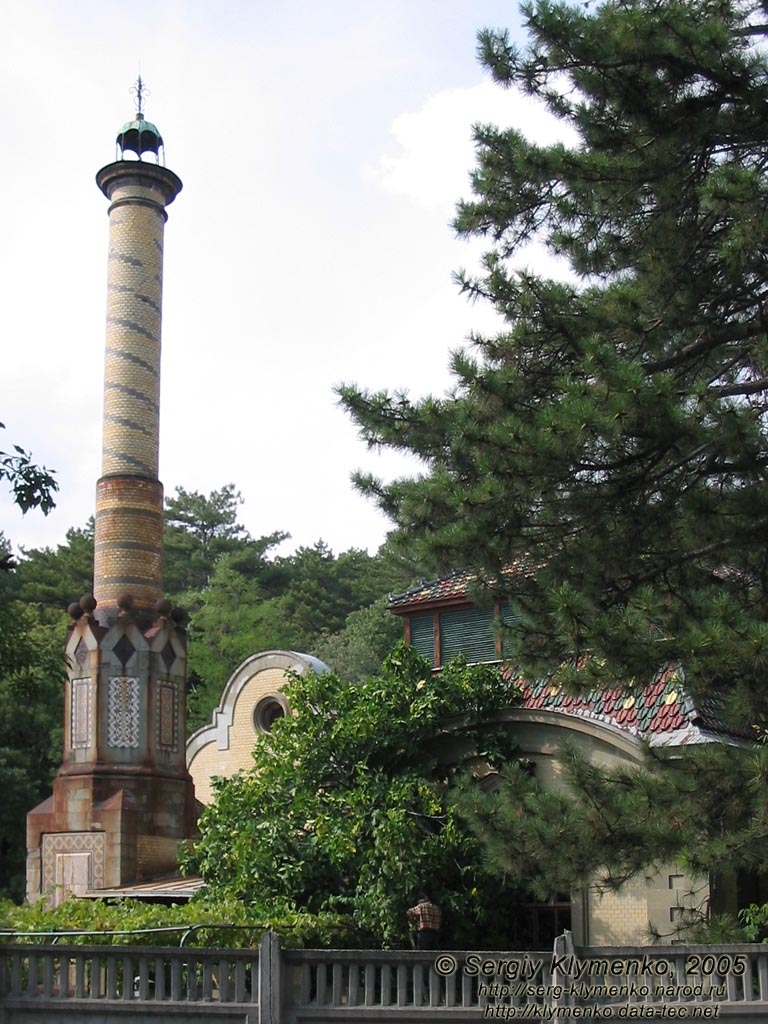
Парк Масандрівського палацу, Крим.
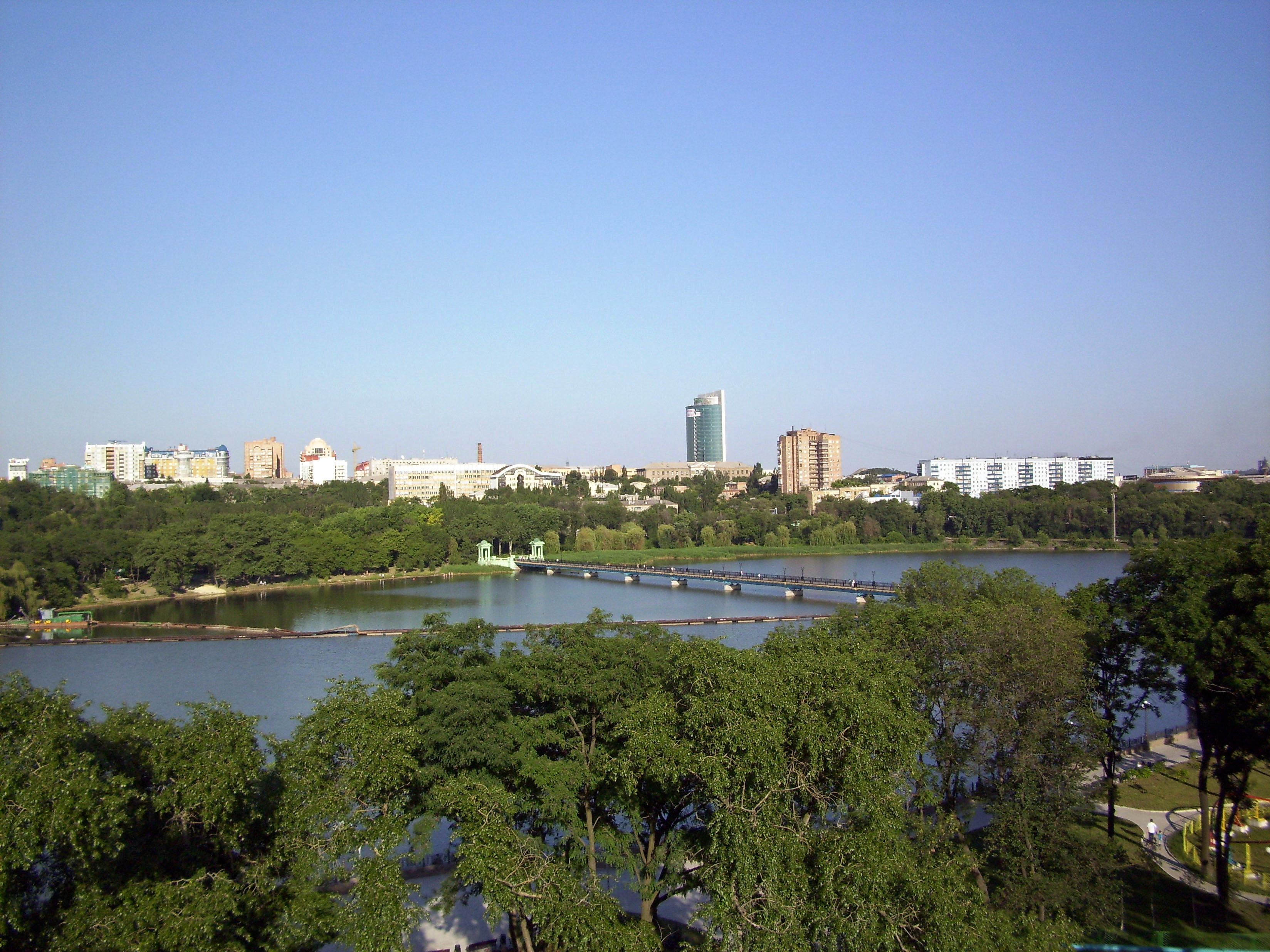
Центральний парк культури і відпочинку імені Щербакова, Донецьк
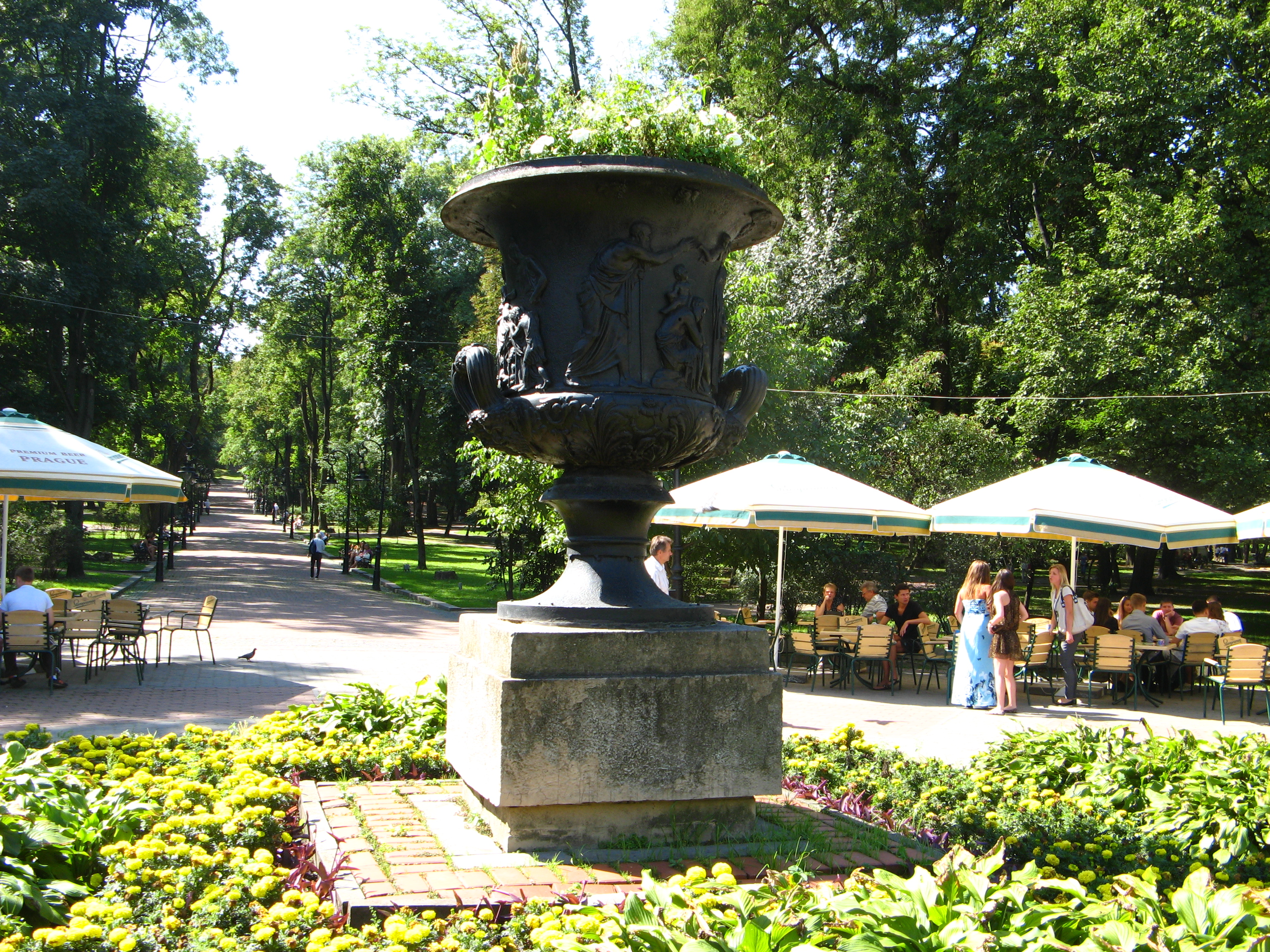
Чавунна ваза  «Течія людського життя»  (1839 р.). Парк імені Івана Франка (Львів)
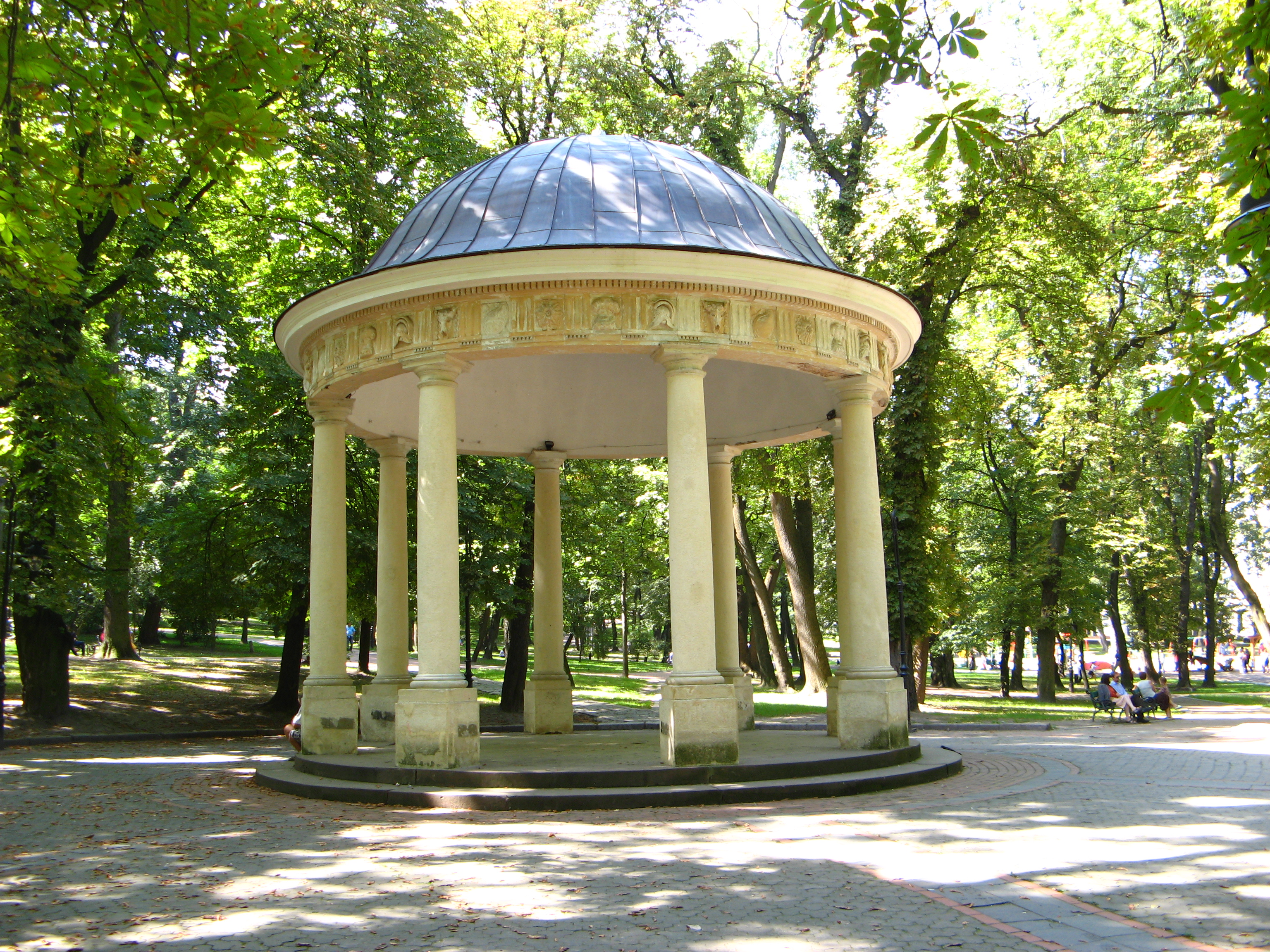
Альтанка-ротонда (початок XIX ст.) Парк імені Івана Франка (Львів)

## «Оссіановські» парки— Софіївка та Алупкинський парк Воронцовського палацу в Криму

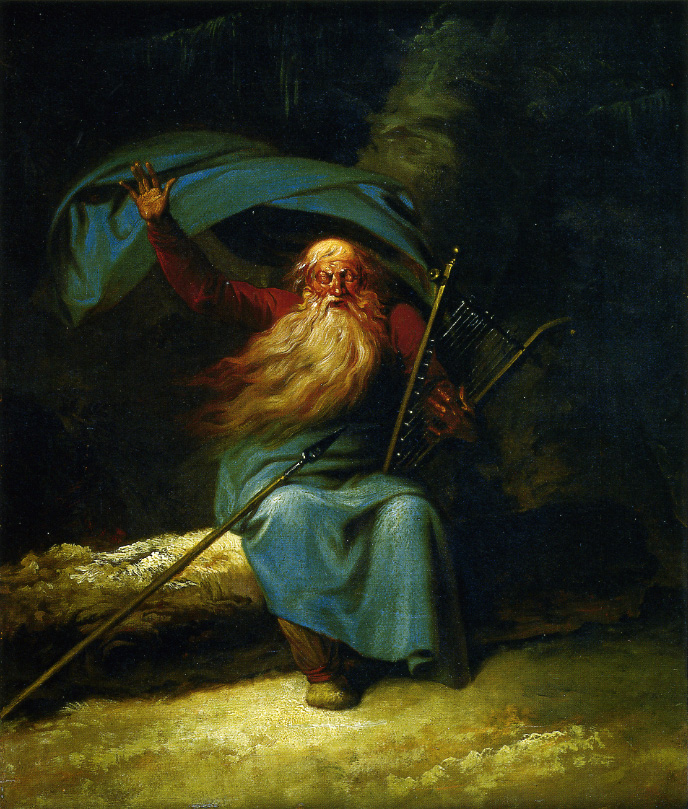
«Сліпий Оссіан» (Худ. Миколай Абрагам Абільгор)

Оссіан — легендарний герой і бард кельтського епосу нібито третього століття нашої ери. Мешкав в давнину на території Шотландії. Він мав статус полководця і був сином Фінгала, керівника пільгового військового загону фіанна. Ім'я старовинного героя і талановитого поета відкрив для щотландців і англійців поет Джеймс Макферсон. Літературна Британія прийшла в захват від відкриття національного поета рівня Гомера. Аби дізнатись більше, в Британії розпочали кампанію збору грошей, котрі передали Макферсону для продовження перекладів. Поезія Оссіана була повна суму про минулу молодість і минулі події. Від Макферсона почали вимагати оригінали, з яких той ніби зробив переклади. Але той обмежувався обіцянками і постійно зволікав. Здивування викликало все — відсутність згадок про Оссіана в літописах, несподіване відкриття в середині XVIII століття, прихована моноплія Макферсона на володіння якимись утаємниченими рукописами. Вимоги були обірвані подорожжю Макферсона в Америку та ранньою смертю у власній садибі після повернення. Тоді і пішли перші чутки про чергову літературну містифікацію.
Однак, Оссіан, його легендарна біографія та дика поезія стануть культурним феноменом в Європі. Він — герой декількох картин і гравюр західноєвропейських художників (Миколай Абрагам Абільгор, «Сліпий Оссіан», Ан-Луї Жироде де Русі-Тріозон, «Оссіан приймає душі загиблих патріотів Франції», 1801 р.) Над перекладами нібито старовинних поем працювали російські поети Г. Державін, М. Карамзін, Є. Баратинський, К. Батюшков, М. Гнедич, що перекладав на російську Гомера… На Оссіна була справжня мода. Було створено декілька парків, котрі нібито ілюстрували дикуваті поеми Оссіана. До типу цих парків належали також — Монрепо під містом Виборг, Софіївка під Уманью та Алупкинський парк в Криму.

## Дива і спрощення в Качанівці

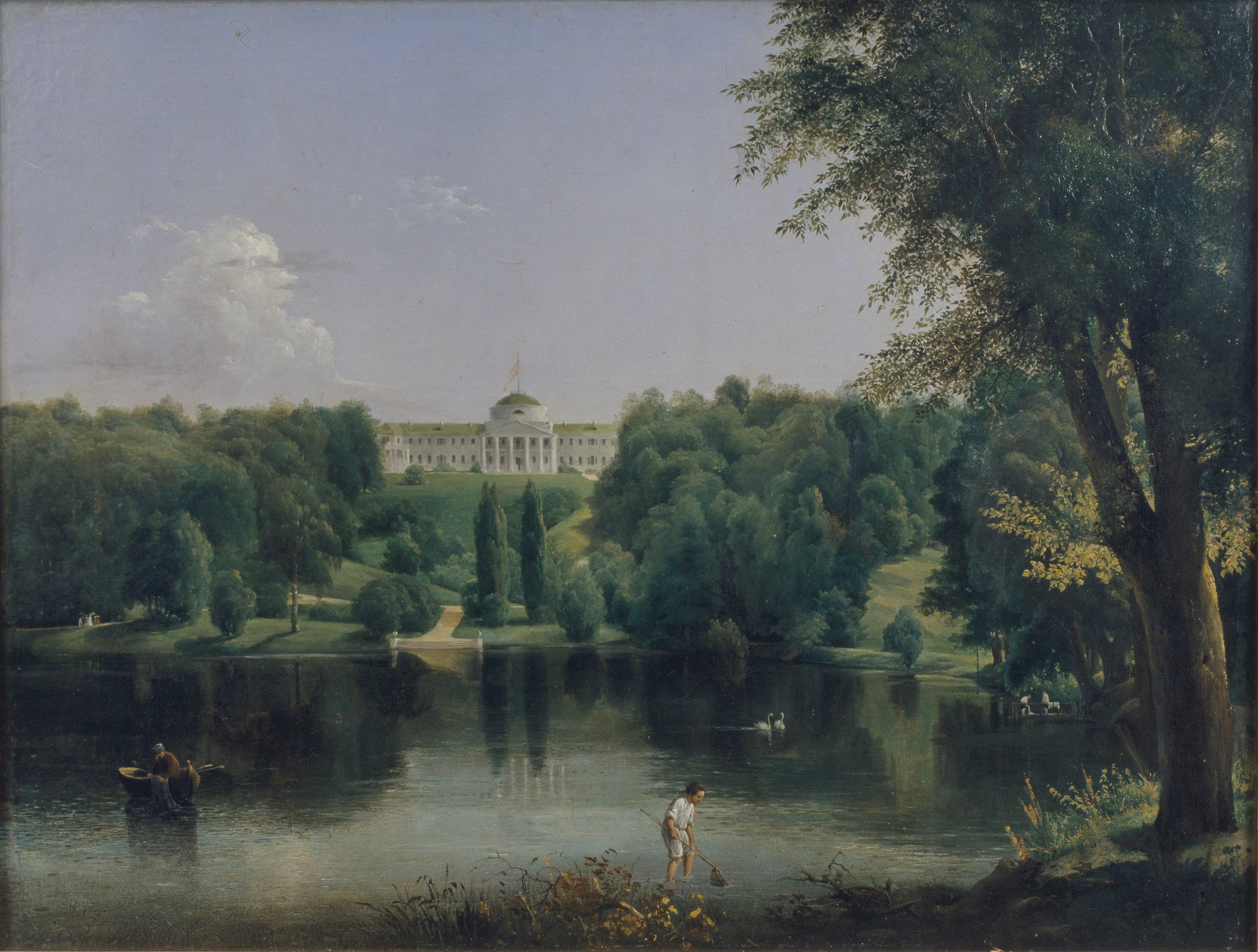
«Садиба Качанівка» (худ. В. Штернберг)

Качанівка — зразок великого палацово-паркового ансамблю, котрий пройшов всі етапи від бароко XVIII століття до радянського історико-культурного заповідника часів СРСР.
Засновник барокового ще ансамблю — російський військовий губернатор провінції Україна Рум'янцев-Задунайський Петро Олександрович. За його наказом тут виникає палац за проєктом московського архітектора Карла Бланка. Реалізував проєкт (і сад при ньому) архітектор Максим Мосципанов. Швидкі зміни володарів і мод призвели до перебудов в період 1808—1824 років. Палац і парк Рум'янцева швидко втрачають барокові риси: в парку від бароко залишають лише осьову побудову ансамблю, а сам палац набуває рис пізнього класицизму. Два його головні фасади прикрасили колонними портиками. Лише елементи регулярного розпланування зберігали між палацом та садибною церквою. Південно-західна частина парку набула пейзажних рис. Минуле ще нагадували сходинки до Майорського ставка і залишки мармурових скульптур, котрі не бережуть і втрачають. Перебудови здійснив молодий архітектор П. Дубровський, виученик Матвія Казакова та Д.  Жилярді — і знову з Москви (за даними дослідників Новгородцева та ін., 1976). Пізніше П. Дубровський стане помічником чернігівського губернського архітектора і працюватиме над ансамблями в Сокиринцях та в Дігтярях.
Новий етап формування парку почався з 1824 року, коли черговим володарем садиби став Г. Тарновський. Він збільшив парк до 600 гектарів і дав гроші на нове його облаштування.

Качанівка. Копія скульптури XVII століття «Алегорія зими» П'єра Легро старшого.

1973 — дирекція туберкульозного санаторію, яка займала тоді садибу, звернулася до інституту «Укрпроектреставрація» з проханням провести обстеження палацово-паркового комплексу і виконати реставраційні роботи задля збереження пам'ятки історії і культури. Фахівці інституту під керівництвом архітектора-реставратора М. М. Говденко провели обстеження споруд комплексу і розробили програму реставраційних робіт. Згодом, до 1981 року, садибний комплекс використовували в оздоровчо-лікувальних цілях. Протягом тих десятиліть палацово-парковий ансамбль приходив у запустіння, руйнувався, втрачав свою колишню велич і красу.
На тлі десятків поруйнованих садиб і парків України, ансамбль в Качанівці на початок 21 ст. відносно збережений, незважаючи на спрощення і втрати. Ансамбль таки стане радянським історико-культурним заповідником з невеликою заповідною зоною (шістдесят п'ять га) та охоронною зоною з водоймами та лісопарковою зоною.
Охоронні зони в Качанівці вкрай необхідні. Бо водна система Качанівки (ставки Великий, Майорський та Верхній площею понад 100 га) належать до найбільших в Україні та в Росії. Водна система Качанівки перебільшує аналогічні в Софіївці (Умань) та в Тростянці і майже дорівнює водній системі навколо уславленого Великого Гатчинського палацу.

## Історичні парки і сади в Криму

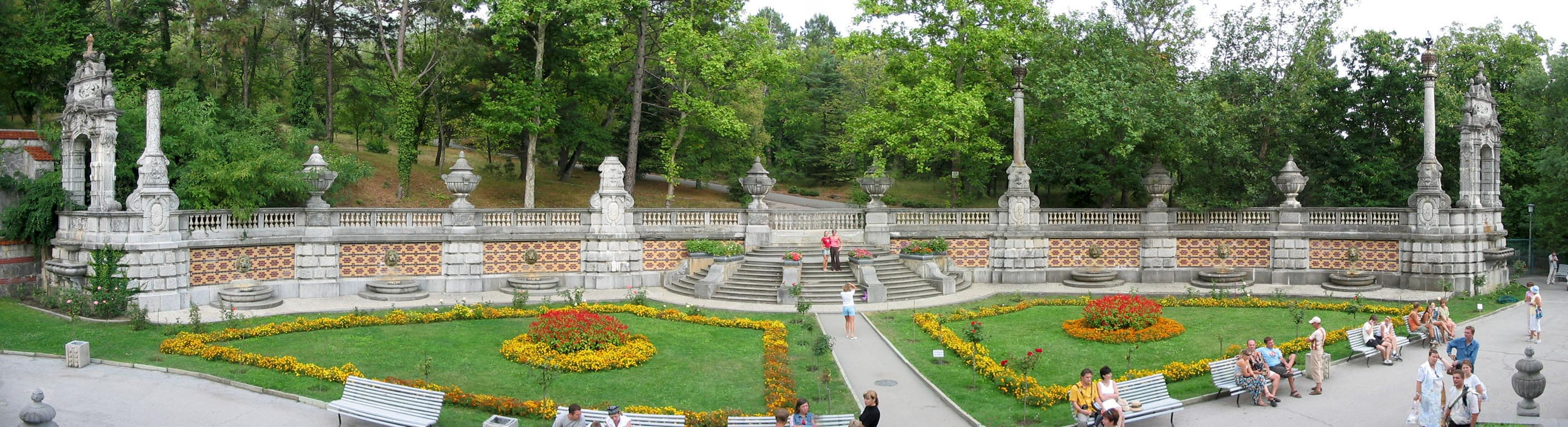
Парк Масандрівського палацу, регулярна частина біля підпорного муру.

На зламі XX—ХХІ століть стало зрозуміло, що найбільш збереженими і різноманітними історичними садами і парками в Україні «володіє» південне узбережжя Криму. Сади європейського типу були закладені тут в добу панування в Криму Російської імперії та панування пейзажних парків. Нібито єдина стилістика (пейзажний парк) не стала в перешкоді для створення декоративних садів за індивідуальними планами (Парк Суук-Су, Гаспра, Дюльбер, Лівадія, Ореанда, Тесселі, Місхор. На їх розпланування вплинули розміри земельних ділянок, фінансовий стан володарів, пропорції використання місцевих та завезених рослинних форм. На склад паркових композицій в Криму впливала і активна діяльність Нікітського ботанічного саду.
На створення садів і парків на південному узбережжі Криму вплинуло декілька факторів. Серед важливих — вузькі земельні ділянки, небагаті ґрунти, відсутність річок і дефіцит прісної води. Тим не менше ці обмеження вдало обходили створенням терас в сполученні з пейзажним розплануванням, використанням як місцевих, так і завезених рослин, середземноморських, вічнозелених, зі значними декоративними якостями. В перший період паркобудування орієнтувались на уславлені зразки і переносили в Крим засоби високоякісного декорування, не оминаючи і антикварні речі (італійські старовинні рельєфи і мармурові скульптури, невеликі фонтани тощо.) На другому етапі (у другій половині XIX століття) Крим перетворюють на низку курортів, куди приїздять люди прагнучи підлікуватись, позбутися нудьги та розважитись. В паркобудівництво та кримську архітектуру прийшла еклектика, а парки стають примітивними композиціями та колекціями дерев і кущів, які спромоглися придбати. Більшість парків не досягала якісного рівню, заданого Алупкинським парком М. С. Воронцова. Винятком були лише парк Масандрівського палацу та парк в Лівадії. Всі недоліки і якості парку на курорті притаманні парку в Гурзуфі.
Так, широкі фінансові можливості графа Воронцова М. С. дозволили використати проєкт іноземного архітектора для побудови власного палацу (Едвард Блор) та низку тропічних та екзотичних рослин в парку (пальмова алея, ліванський кедр, платан, магнолія Суланжа, гліцинія, самшит і навіть чилійська араукарія). Алупкинський парк закладав садівник-німець Карл Кебах. Справу Кебаха продовжили садівники Бишкович та Іван Галущенко.

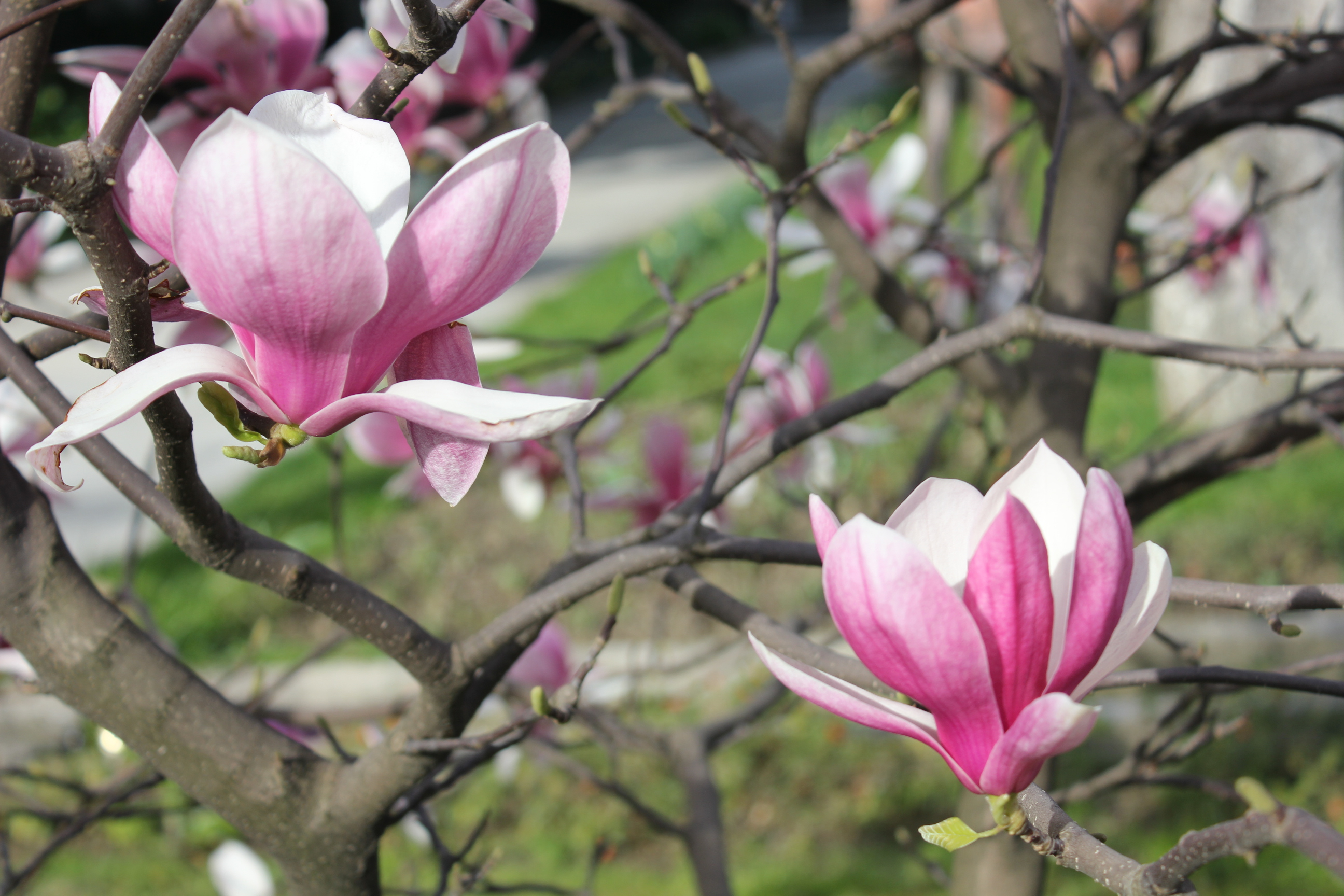
Магнолія Суланжа, квіти
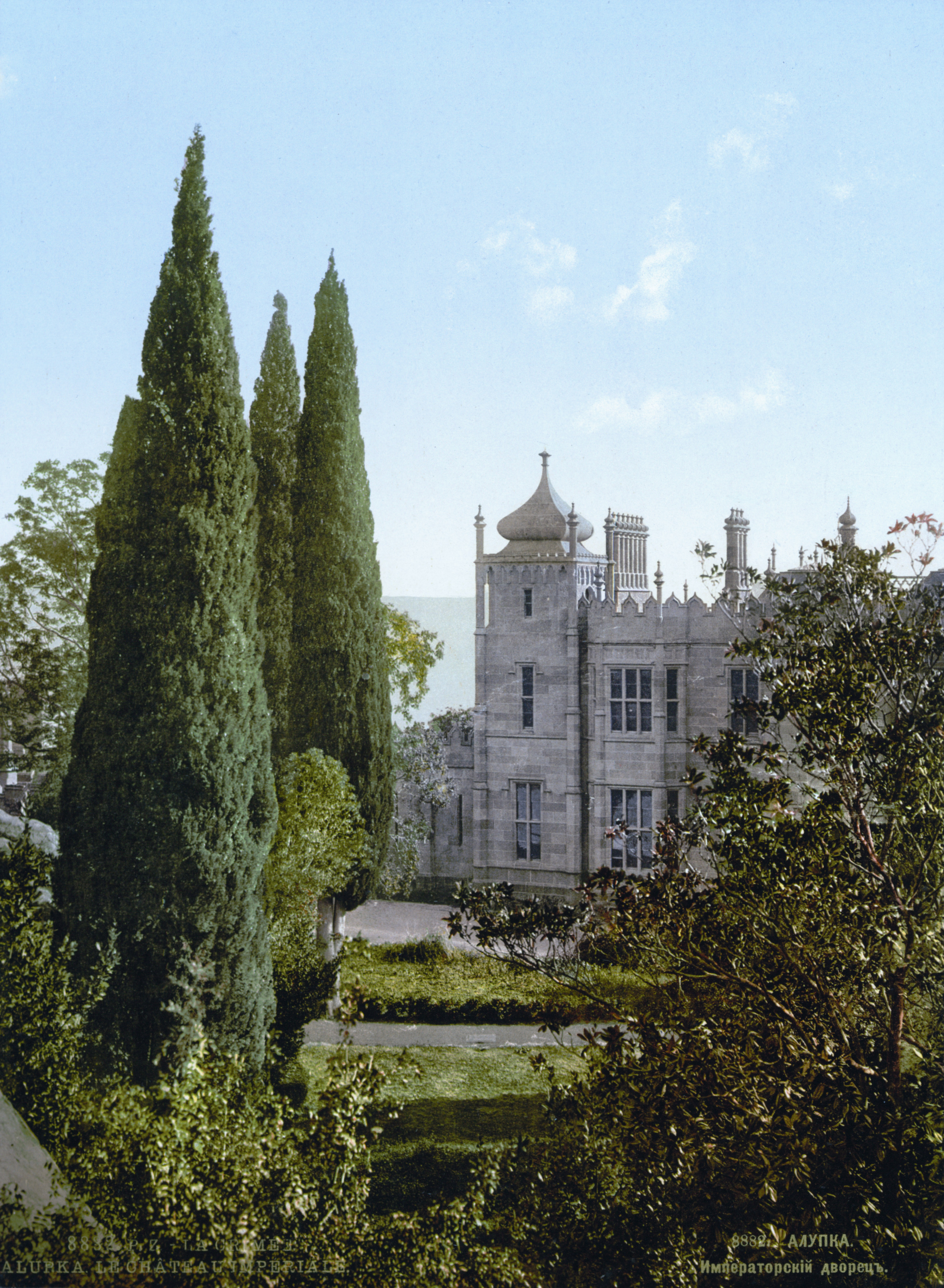
Кипариси в Алупкинському парку.
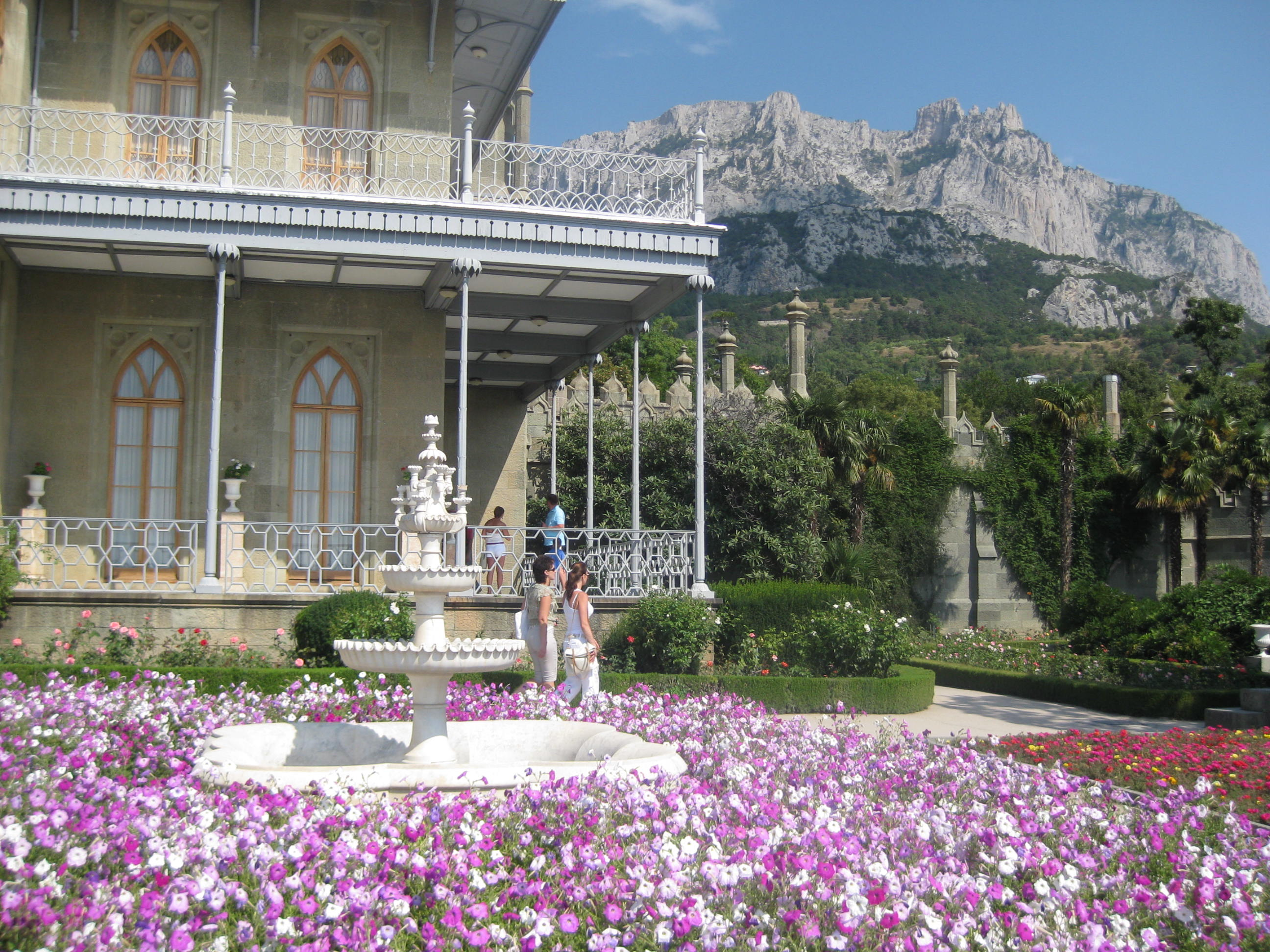
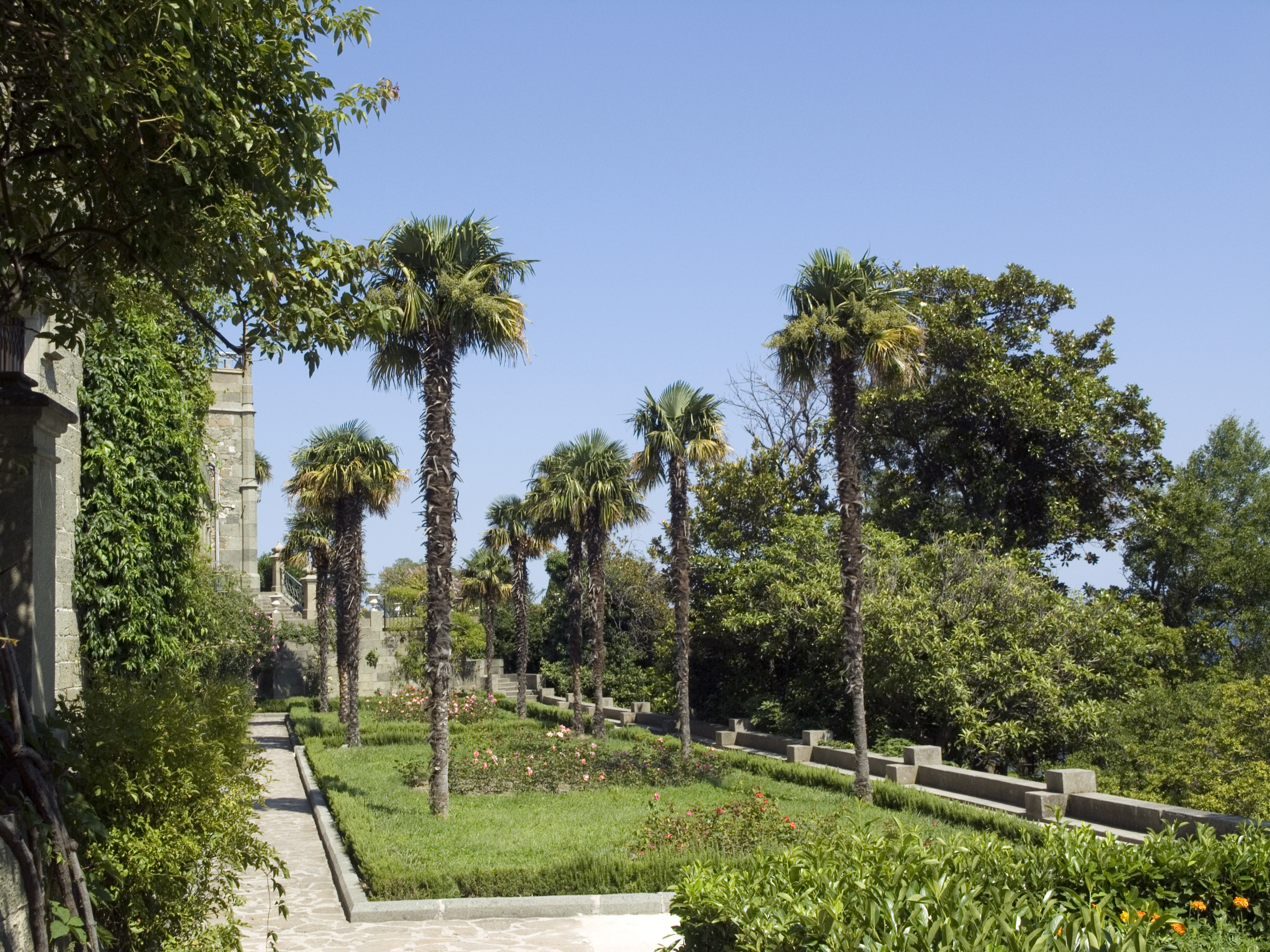
Пальми в Алупкинському парку.

- - Парк біля Гурзуфської скелі.

Засновником садиби і парку в Гурзуфі був генерал-губернатор Арман Рішельє. 1808 року він придбав тут ділянку у 140 га на захід від татарського поселення. Приблизно тоді ж був вибудований і його двоповерховий особняк. Первісно земельна ділянка мала невеликий ліс та плодові сади. Перетворення ділянки на курорт зменшувало плодові сади і збільшувало декоративний парк. Обводненню слугувала невелика норовиста річка Авунда. Парк декілька разів переплановують і збагачують новими деревами і кущами. Благоустрій відбивається у створенні нових ділянок, в побудові терас і балюстрад, альтанок, житлових корпусів. Доріжки і стежки парку опоясують головний схил і ведуть до набережної. Серед споруд в парку — фонтани, один із який купець Губонін привіз з-за кордону. Цей фонтан («Богиня ночі»), субтропічна рослинність та Оранжерея мали нагадувати відвідувачам закордонні курорти. В парку — низка кущів і високих дерев, серед яких пірамідальні кипариси, італійські пінії, кедри, магнолії. Останні допомагають вводити до історичної забудови нові багатоповерхові споруди підрадянського періоду, різні за стилями.
- - Парк Масандрівського палацу.

На відміну від багатьох садиб і парків Криму, що розташовані на узбережжі, палац і парк Масандри розпланували на гірському схилі вище за всі інші і далі від узбережжя. Його розпланували на терасах в формах стриманого французького бароко доби Луї XIII. Парк має характерну військову побудову, притаманну паркам французького типу XVII століття, визначні зразки яких дав Андре Ленотр.
- Найменша з терас — перша, що прилягає до палацу. Вона прямокутна і насичена сходинками, балюстрадами, вазами і скульптурами сфінксів з жіночими головами, які полюбляли в парках Франції. Велика кількість скульптур перегукується з рясними оздобами палацу. Пологі сходи ведуть до другої тераси.
- Друга тераса більша за розмірами і прикрашена великим басейном з фонтаном. Водне дзеркало басейну слугує для мерехтливого відтворення рясних оздоб палацу, скульптур першої тераси і значно збагачує бароковий образ парку. Стрижені бічні кущі підсилюють схожість з регулярними садами XVII—XVIII століть.
- Третя тераса — це велика відкрита галявина, що слугує підмурками і переходом, необхідним для розгляду і спостережень вищих терас, насичених архітектурними і скульптурними елементами. Визначною особливістю парку були краєвиди моря, які відкривалися з верхньої тераси і відкритих галерей палацу.

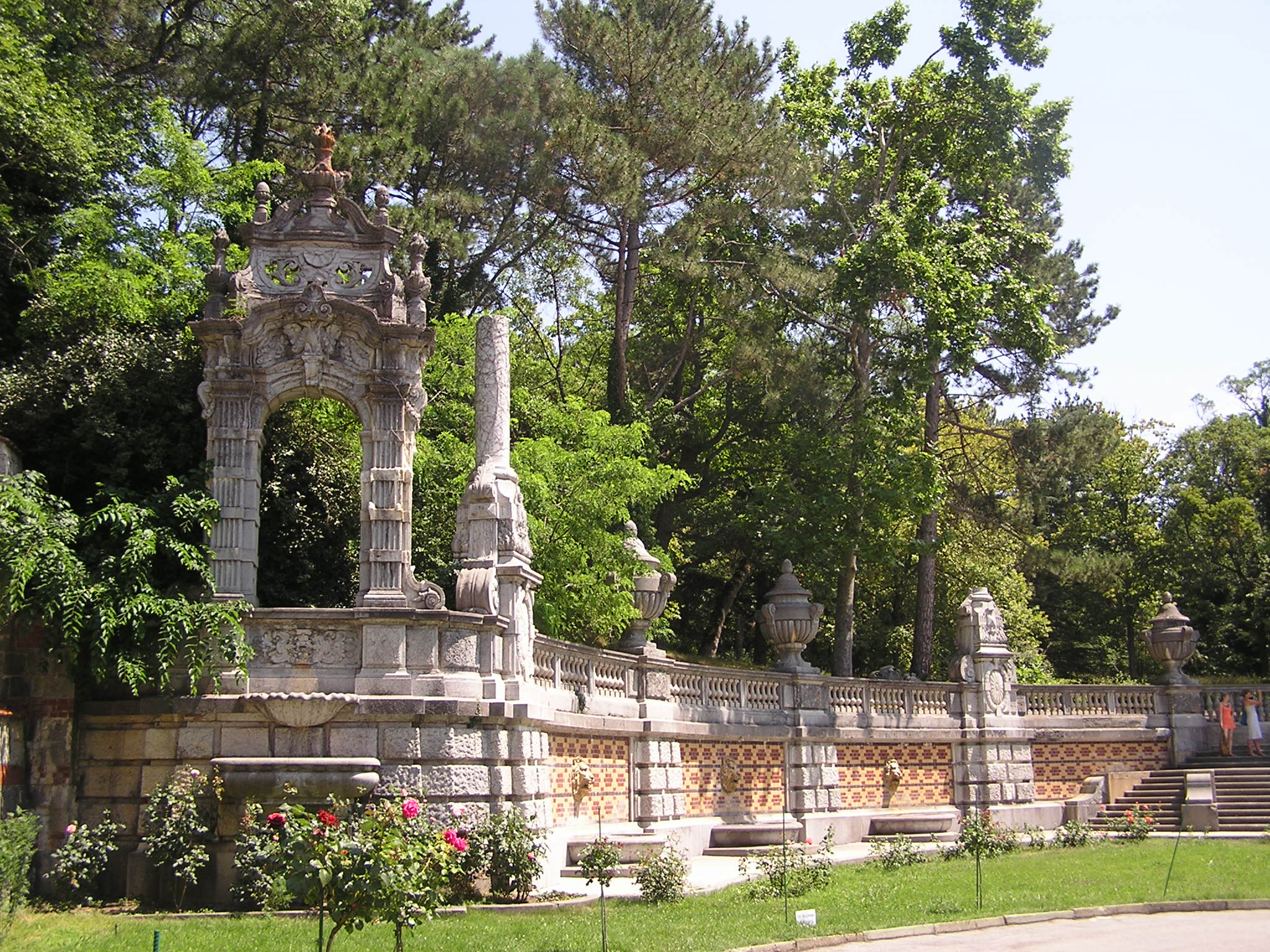
Декор підпорного муру в Масандрівському парку
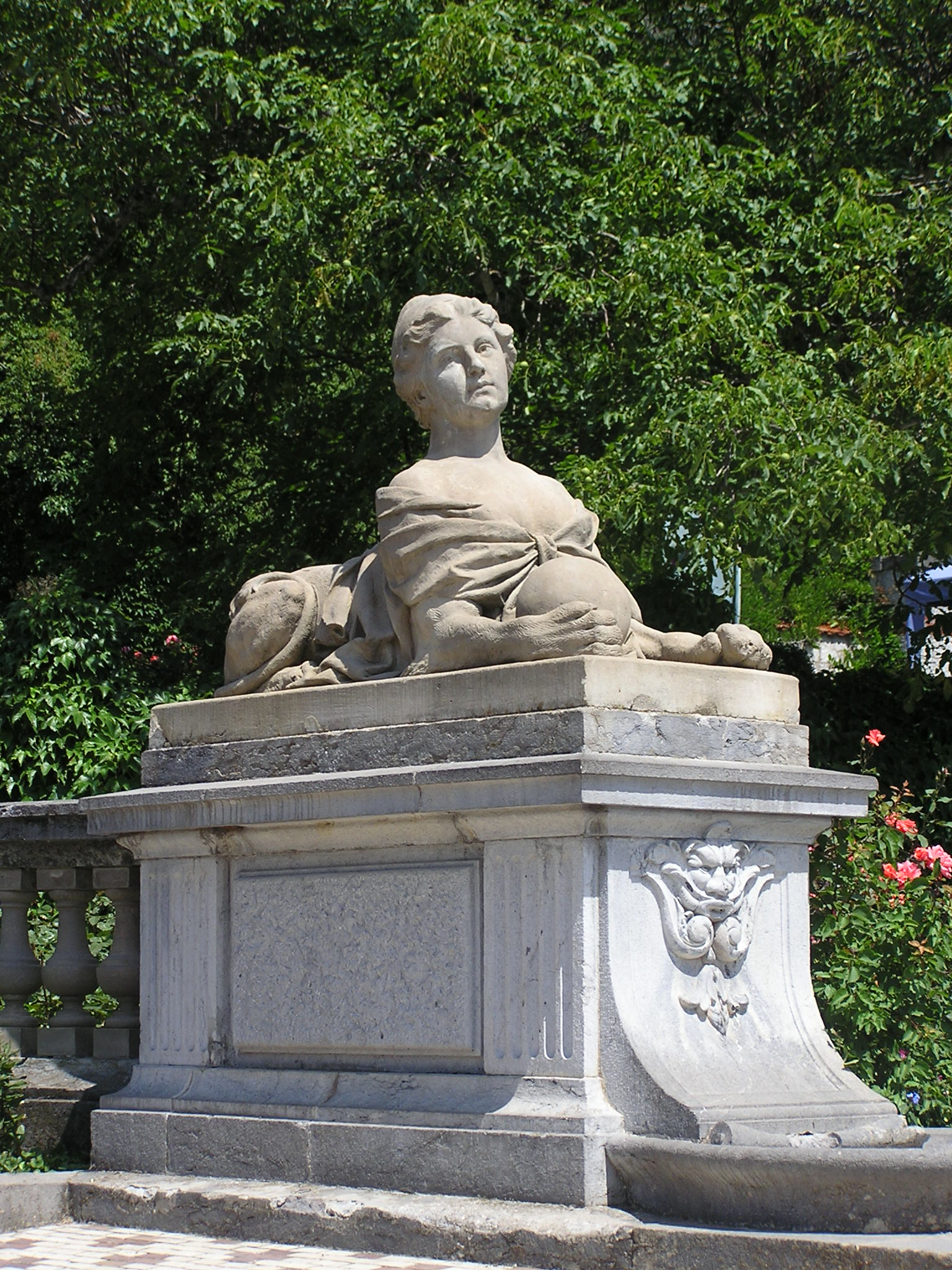
Сфінкс
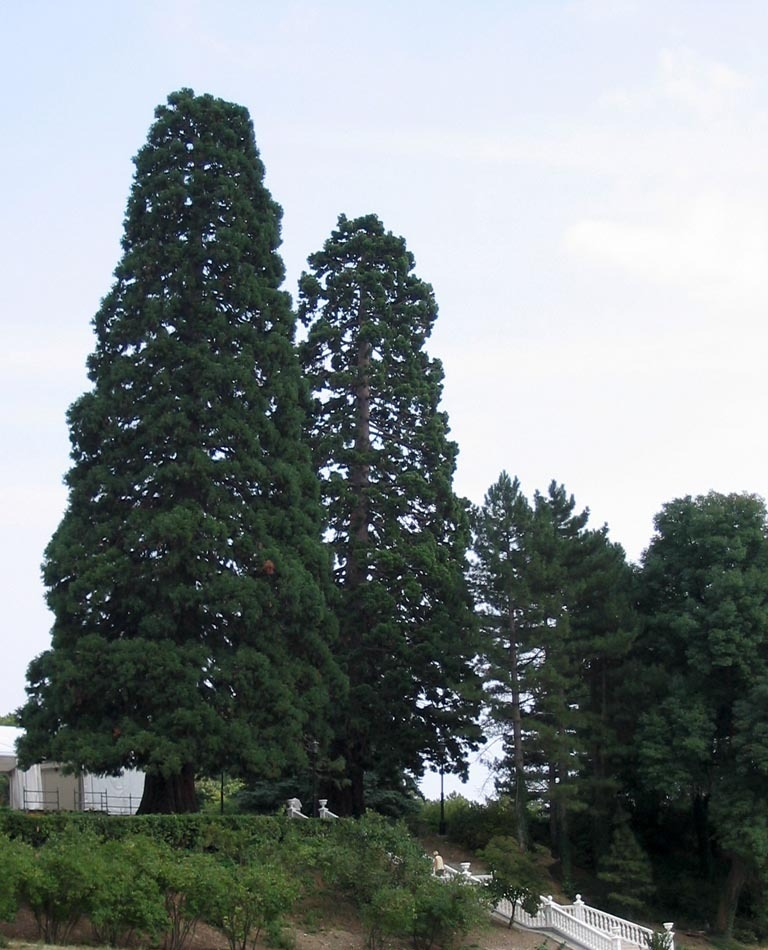
Секвої в Масандрівському парку
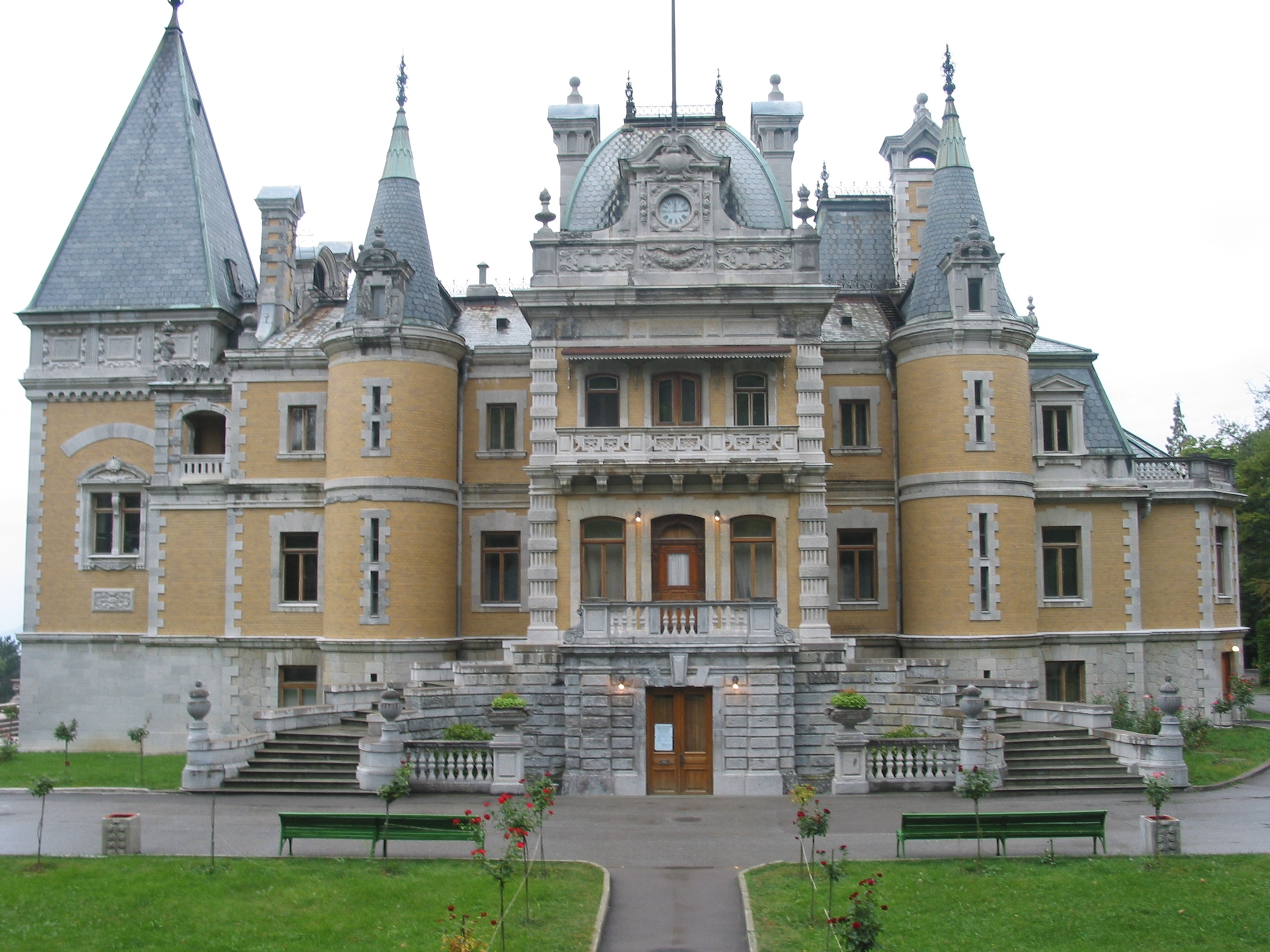
Масандрівський палац, бічний фасад

Регулярна частина парку гармонійно поєднана з пейзажною частиною, що виникла раніше за 1880-ті роки. Ще 1822 року колишня володарка ділянки О. Наришкіна запросила сюди ландшафтного архітектора Карла Кебаха. Він і розпланував пейзажний парк, використавши місцеву діброву. Пейзажний парк Карла Кебаха зберігся і має площу 42 гектари. Незважаючи на деякі втрати в період воєн, палацово-парковий ансамбль добре зберігся. Він — філія Алупкинського палацово-паркового музею-заповідника.

## Проблеми біологічного розмаїття та його збереження після низки катастроф
Вже в XIX столітті прогрес наукових досліджень почав формувати нове розуміння парків і новий погляд на їх створення і функції. Якщо напередодні садово-паркове мистецтво (особливо садибне, декоративне) перебільшено слугувало для дозвілля привілейованих станів, то у XIX столітті сади і парки позбавляються монополії аристократів і демократизуються. Виникають суто ботанічні сади, завдання яких збори і збільшення колекцій рослин, їх наукове дослідження та шляхи їх використання в державному господарстві і в промисловості. Широке використання рослинних ресурсів планети розпочалось ще в добу колоніалізму і досягло колосального розміру (видобуток соку каучуконосів, хлібне дерево, кавові плантації в Африці тощо). Розвинені капіталістичні держави за рахунок інтенсифікації використання рослин планети зміцнили власну військову і оборонну здатність, що сприяло також початку першої світової війні і новому перерозподілу земель і сфер впливу.
Важлива роль ботанічних садів і рослинних ресурсів держав щорічно збільшувалась через прискорення історичного розвитку і постійне зростання потреб в продовольстві, ліках та в рослинній сировині. Хижацьке промислове використання рослинних ресурсів призведе у XX столітті до значної втрати лісів, значних змін в рослинно-біологічному розмаїтті планети, загострило проблеми забруднення повітря, земель, річок і морів, океанів тощо.
За 200 років Австралія (до початку 2000 року) втратила 75 відсотків вологих тропічних лісів, 68 видів рослин, котрі ніде в світі не зустрічались…
Так, винищення тропічних лісів в Бразилії спонукало до швидкого заповнення спустошених лісових ділянок евкаліптами з Австралії, хоча це рослини іншої географічної зони. За межами Австралії це штучно створена найбільша після неї популяція евкаліптів на планеті. Тобто біологічне розмаїття штучно замінене монокультурою.
Насаджені евкаліпти і в посушливій Ефіопії, і в Колхіді на Кавказі. Завдяки евкаліптам осушені відомі з античності Понтійські болота під Римом, давній природний ареал лихоманок. Невивчена і неконтрольована інтродукція рослин (комах і тварин) в нові географічні зони призвела до низки екологічних катастроф.
Стало зрозуміло, що потреба в рослинах є не тільки у людей, а й у комах, птахів, риб, плазунів, ссавців. За висновками науковців, рослини важливіші для біосфери землі, ніж птахи чи люди як біологічний вид. Актуальності і негайного вирішення потребували проблеми екології, збереження, а потім і захисту людством і окремими державами всього комплексу природних екосистем.
- Ботанічні сади — також центри культурно-просвітницької роботи з населенням.
- Ботанічні сади стають майданами актуальних наукових досліджень і полігонами новітніх підходів до розв'язання проблем.
- Ботанічні сади — не розкіш і не забаганка багатіїв, а ознака зрілості держави, далекоглядності її уряду, ще одна ознака цивілізованої нації.

## Ботанічні сади і дендрологічні парки в Україні

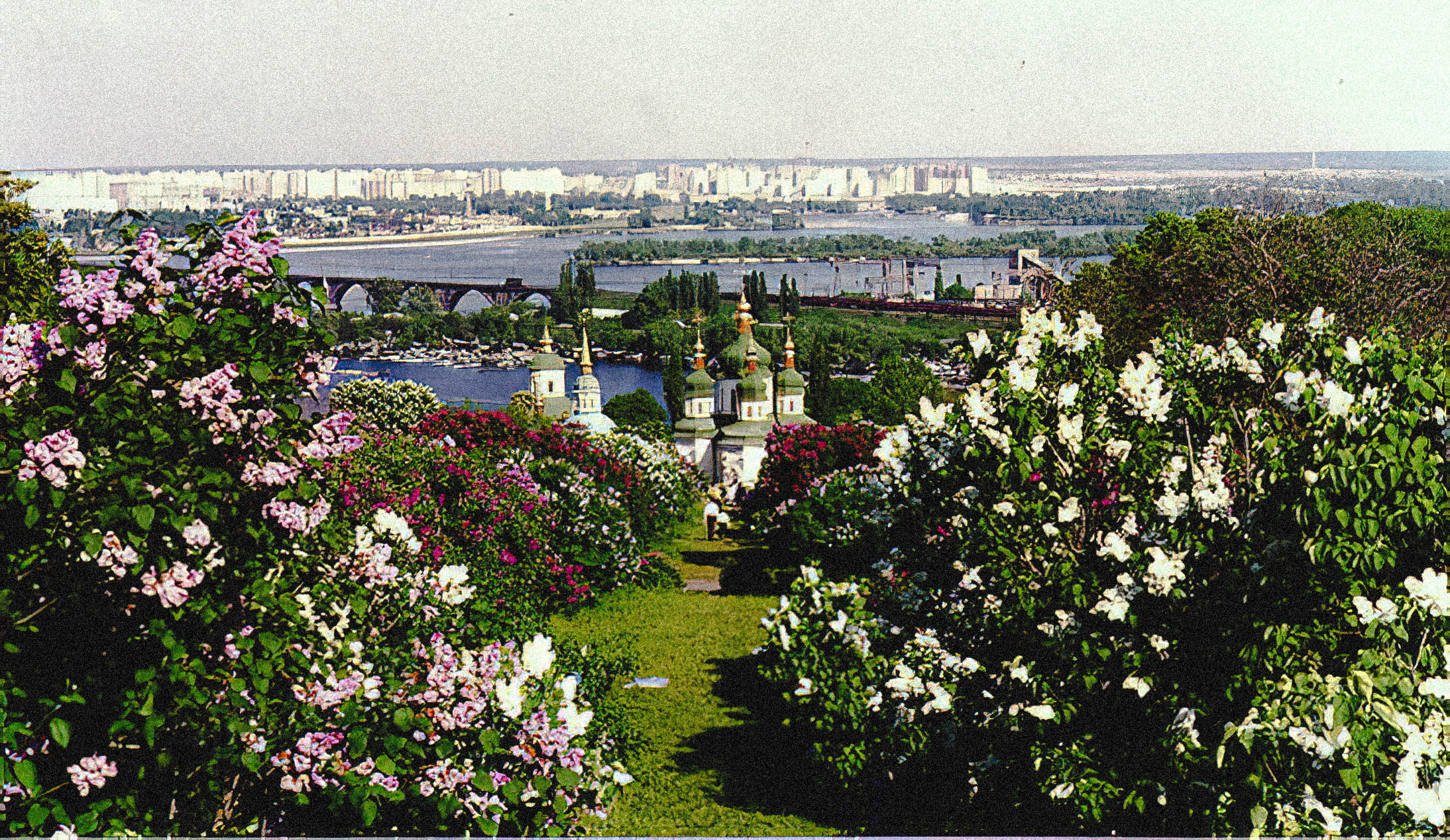
Панорама, що відкривається від бузкової алеї на Видубицький монастир і лівобережжя Києва

За даними Цицина Російська імперія до 1916—1917 років мала близько 20 ботанічних садів.
Національний дендрологічний парк «Софіївка». Він починався як унікальний садибний парк аристократа. Для його створення використали зусилля військового інженера і садівника Людвига Метцеля, тисяч кріпаків і тисяч рослин, аби створити палацово-парковий ансамбль на пустельній ділянці з валунами і майже без дерев.
За підтримку польського національно-визвольного повстання садиба Потоцьких 1831 року конфіскована в скарбницю Російської імперії. Палац Потоцьких перебудовують в Оранжерею, а парк на 100 років втрачає найменування «Софіївка». Він отримав назву Царицин сад. 1859 року віддалений від столиць імперії парковий ансамбль перетворюють на навчальні ділянки Імператорського головного училища садівництва. У 1889—1890 роках професор Пашкевич В. В. заклав тут перші ділянки дендропарку (арборетум). Площа деградованого садибного парку збільшена за рахунок Грекової балки, де створили лісовий розплідник. Лісопарк практично деградував упродовж 1917—1945 років. Значні руйнації прийшлися на німецько-радянську війну 1941—1945 років, коли були пошкоджені інженерні споруди, розбиті та пошкоджені скульптури, всі паркові споруди доведені до аварійного стану.
Лише 1945 року парку повернули історичну назву «Софіївка». Тут росте понад 2000 видів дерев і кущів (місцевих і екзотичних), серед них: таксодіум (кипарис болотний), сосна Веймутова, тюльпанове дерево, платан, гінкґо, смерека та багато інших. Колективом парку видано каталог рослин, в якому нараховується 1994 таксони, з них 1220 деревних і кущових порід та 774 трав'янистих рослин, в тому числі 25 таксонів ліщин, 24 — буків, 41 — ялин, 44 — ялівці, 100 — ліан, 320 — троянд, 57 — рододендронів, 376 — ґрунтопокривних та 98 — квіткових рослин. Колекційний фонд парку у 2007 році нараховував 3323 таксонів, з них: 546 деревних, 1557 кущових, 115 ліан, 1212 трав'янистих рослин, з них 914 інтродукованих та 246 аборигенних.
Краснокутський дендропарк під містом Харків був практично першим закладом подібного типу (дендропарком) в Україні.
Його засновник — рідний брат Василя Каразіна (1773—1842), засновника Харківського університету, Іван Каразін (1780—1836). Дендропарк заснували 1809 року, тобто раніше за Тростянець та Веселі Боковенки. Палацовий комплекс в парку повністю відсутній. А архітектурні споруди в парку взагалі не відігравали значної ролі в його пейзажах. Невеликий за площею (13,6 га) він мав близько 70 видів іноземної флори на початок XX століття Краснокутський дендропарк успішно кліматизував низку дерев з Європи, віддалених кутків Росії і Америки. Тут зростають — сосна Веймутова, липа американська, платан західний, кедр сибірський, місцеві рослини тощо.

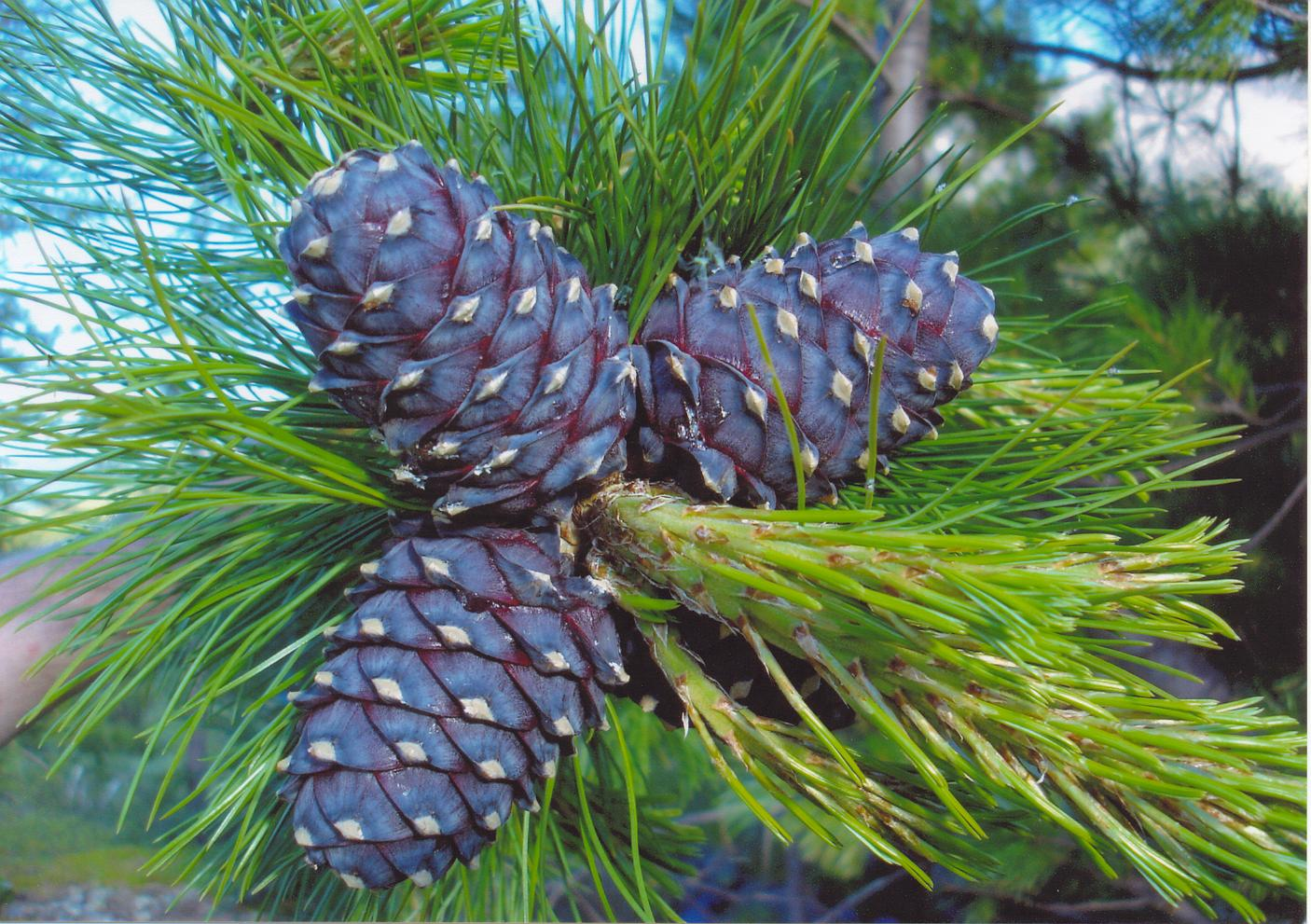
Сосна сибірська
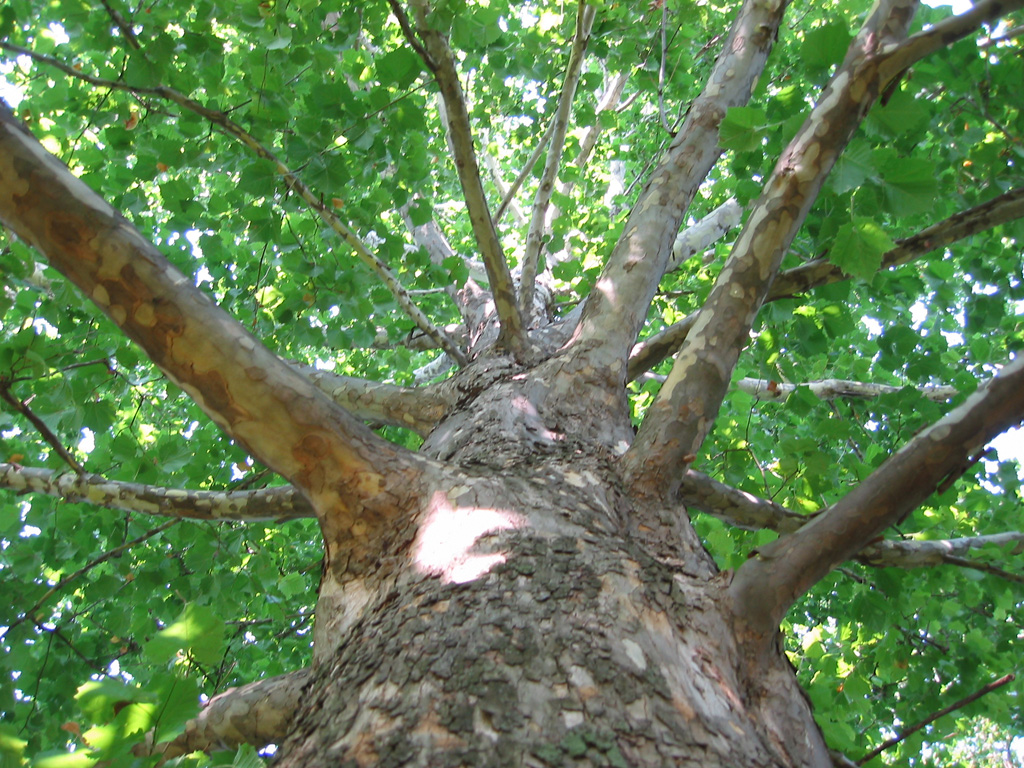
Платан американський
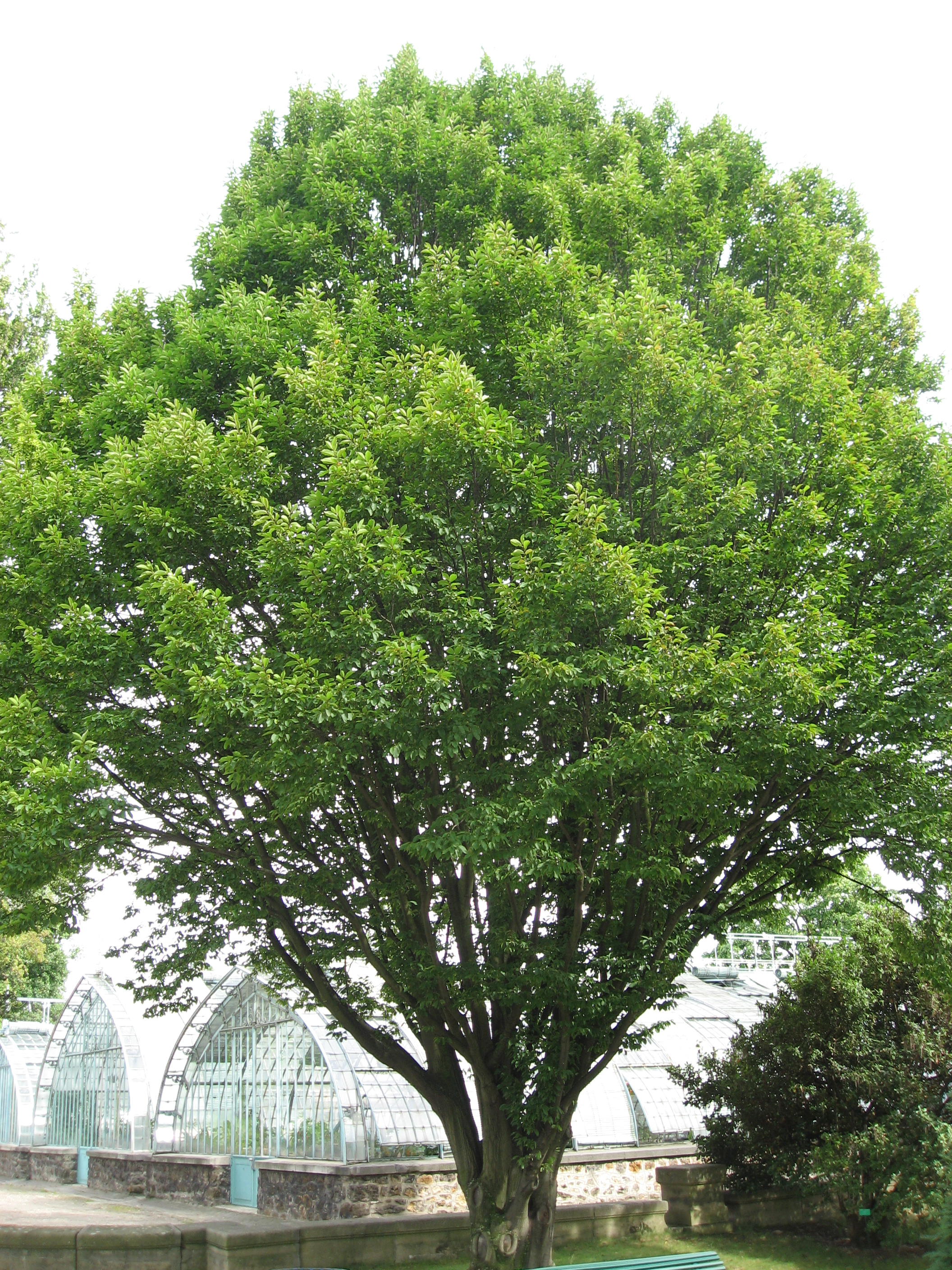
Граб звичайний
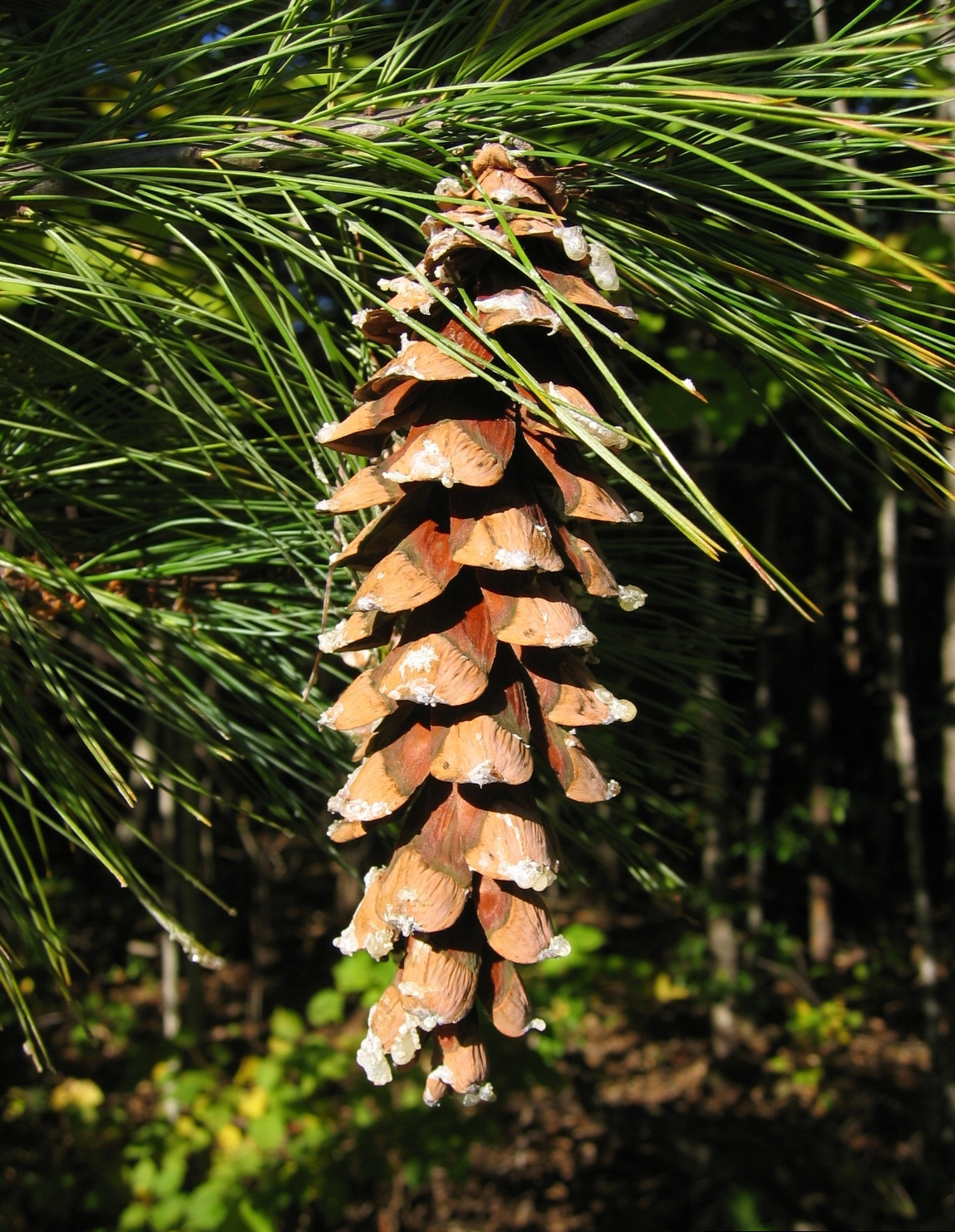
сосна Веймутова

Веселі Боковеньки (дендропарк) — чудовий і успішний приклад створення штучного лісу в посушливому степу в Україні. Нині це за сучасним адміністративним розподілом Кіровоградська область.
Дендропарк засновано 1894 року — в добу кризи садибної культури в Російській імперії та України в її складі. Дендропарк створено власником земельної ділянки, ним був Н. Л. Давидов, закоханий в ліси і парки. Географічно ділянка була на бідних ґрунтах та з перепадом температур в сімдесят шість (76) градусів на рік. Розуміючи, що сам не впорається, Давидов замовив проєкт майбутнього парку українському художнику І. В. Сталіславському-Падалці. Реалізовували проєкт відомий тоді садівник А. Е. Регель та лісовод А. Яцкевич. Фахівці упорались за 10 років, використавши досвід власних попередників в Красному Куті та в Тростянці. Невелику річку Боковеньки перетнули греблями і створили штучні ставки. Кількість видів рослин (дерев і кущів) досягала 250, тобто втричі перебільшувала колекцію Краснокутського дендропарку на площі 106 га. 1940 року Веселі Боковеньки приєднали до новоствореного заповідника. Наприкінці XX століття заповідник мав площу 500 га, де мали фруктові сади, дендрарій, плантації волоського горіха, лісопарк, ділянки неораного заповідного степу. Як і в Краснокутському дендропарку архітектурні споруди в парку взагалі не відігравали значної ролі в його пейзажах, а палац не будували взагалі.
Парк Асканія-Нова був закладений у 1885—1887 роках. Його композиції створив пейзажист дю Френ. Умови існування для більшості дерев у степу на півдні України були і залишаються екстремальними (діапазон температур впродовж року сягає 70 °C. Взимку трапляються морози у -32°С.) Територія штучно створеного парку дорівнює 25 га. Через посушливо-степовий клімат — пейзажний парк поливний, створено і декілька штучних ставків. Головні породи дерев у парку — дуб, акація, тополя, яловець, сосна кримська, верба, в тому числі і вавилонська. Екзотичні рослини часто гинуть через морози взимку і посухи літом, тому заміняються.
Парк увійшов у державний заповідник, де також діброва, лісостеп, степові неорані ділянки, розплідники, експериментальні ділянки тощо. Парк не існує сам по собі. Для відвідин створена відповідна експозиційна зона — з галявинами, ставками, рослинами, що акліматизовані ще в старому ботанічному саду, створені і спортивні майданчики. Створені тут і штучні пагорби, верхівки яких слугують пунктами спостережень за краєвидами, тваринами заповідника, його птахами. А доступ у неораний степ — лише для науковців.

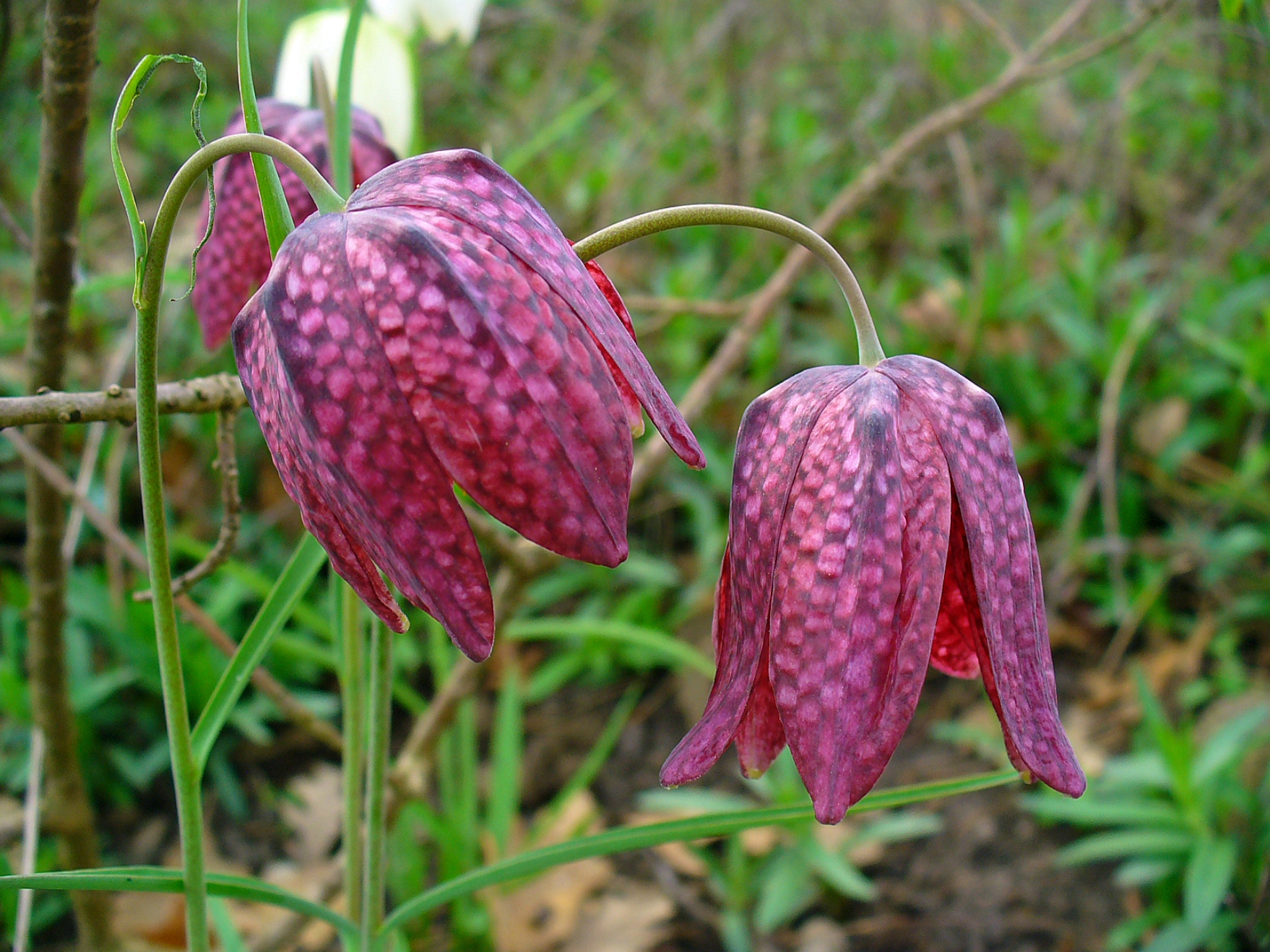
Рябчик великий, або шаховий.
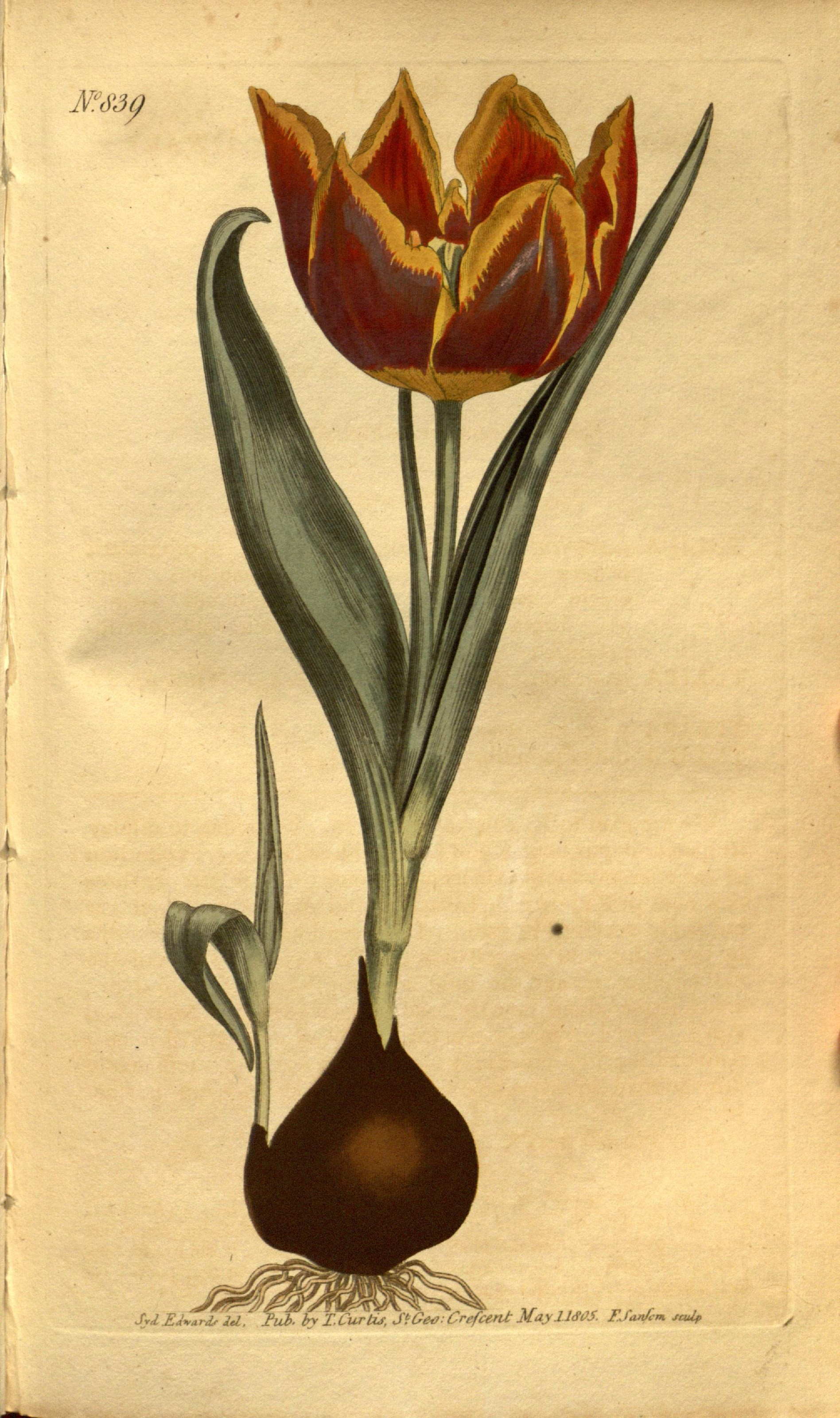
Тюльпан Шренка навесні, ботанічний малюнок.
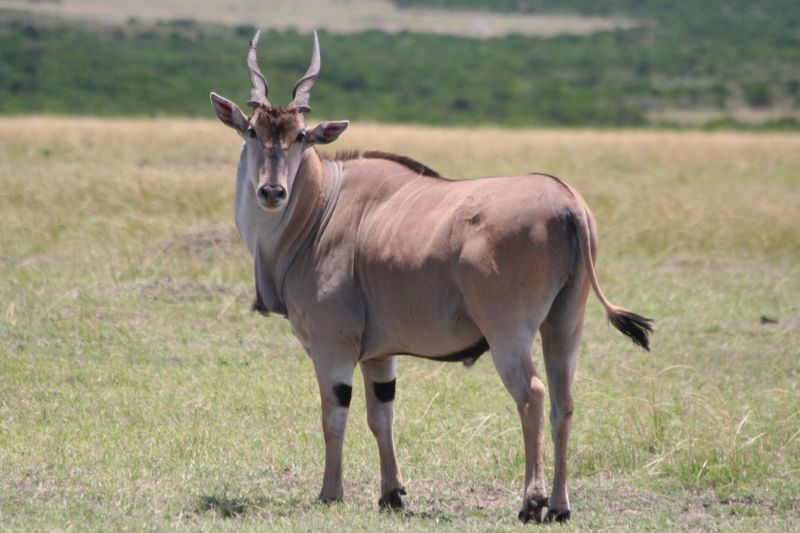
Антилопа канна в Асканії Новій.
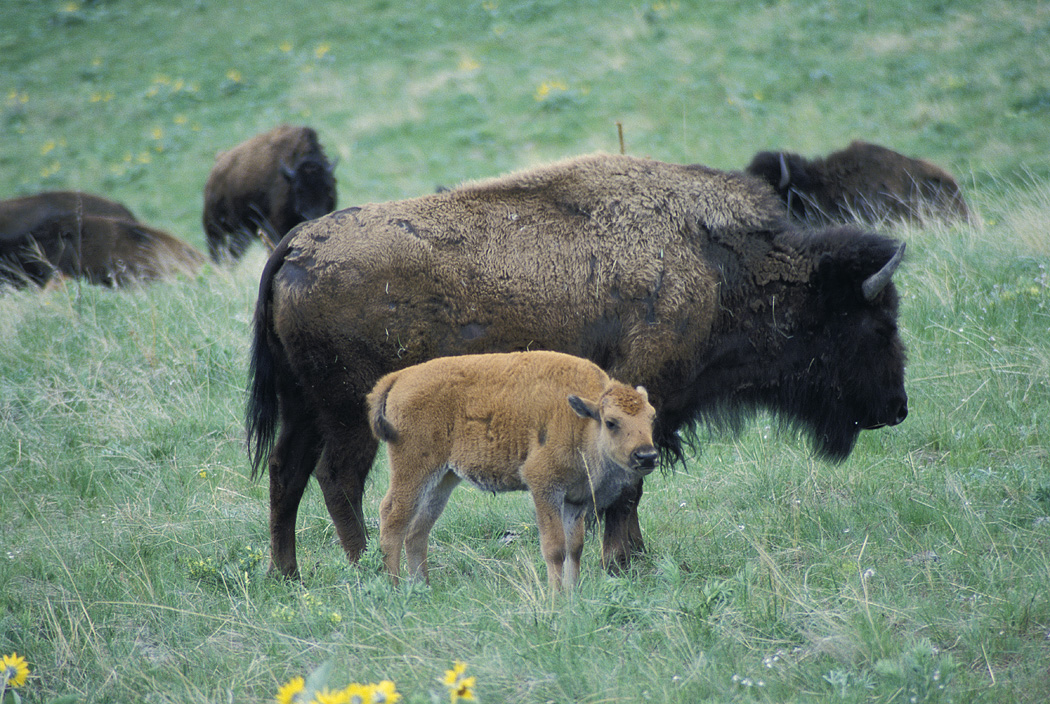
Американський бізон і теля в степовій зоні заповідника.